# Национальный музей антропологии (Мексика)
Национальный музей антропологии (исп. Museo Nacional de Antropología) — важнейший государственный музей Мексики, расположенный в парке Чапультепек в столице страны Мехико. Музей содержит уникальную коллекцию археологических и антропологических экспонатов доколумбовой эпохи, найденных на территории Мексики.

## Архитектура
На подходе к музею со стороны проспекта Пасео-де-ла-Реформа посетителей встречает теотиуаканский монолит, изображающий бога дождя Тлалока. Здание музея, спроектированное в 1963 году архитектором Педро Рамиресом Васкесом при участии Хорхе Кампусано и Рафаэля Михареса, представляет собой внушительное сооружение из 23 выставочных залов, опоясывающих внутренний двор с прудом и знаменитым «зонтиком» — колонной из бетона, вокруг которой плещется искусственный водопад. Здание окружено садами, в которых также устраиваются выставки.
Площадь музея составляет около 8 гектаров, из которых 44 тыс. м² приходится на крытые помещения и 35,7 тыс. м² — на открытые зоны, в том числе центральный двор. На этой обширной территории разместилась крупнейшая в мире коллекция месоамериканского искусства, преимущественно культуры народов майя, ацтеков, ольмеков, тольтеков, сапотеков, миштеков и других народов древней Мексики, а также обширная этнографическая экспозиция, посвящённая народностям современной Мексики и занимающая второй этаж музея.

## История

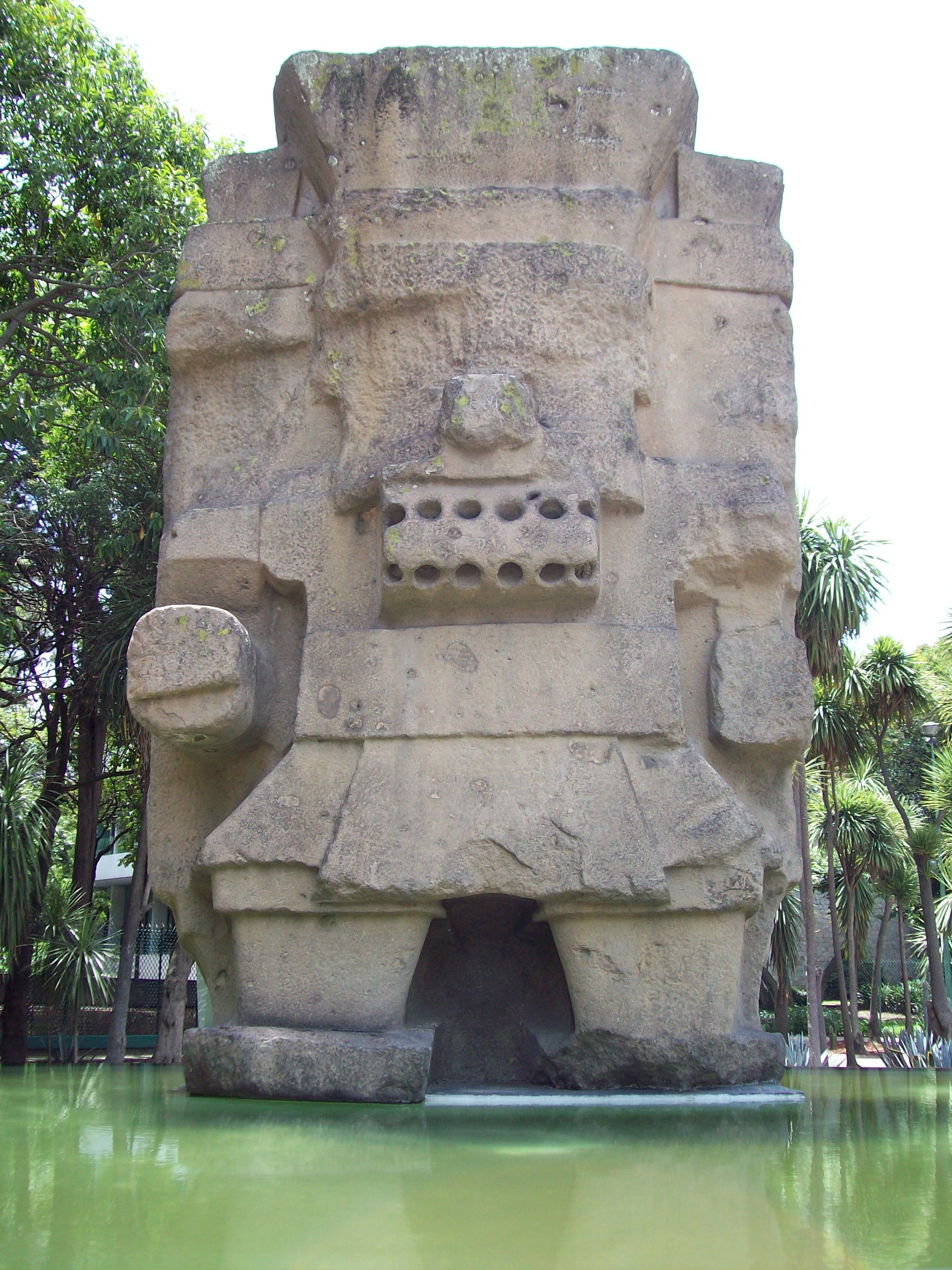
Один из символов музея — статуя Тлалока, высота 7 м, вес 167 тонн, найден в 1940-х годах в штате Мехико

В конце XVIII века по приказу мексиканских властей часть собрания Лоренцо Ботурини была передана в Королевский католический университет Мексики. Там же нашли пристанище скульптурные изображения Коатликуэ и Камень Солнца, так называемый ацтекский календарь, что и положило начало музейной традиции в Мексике. 25 августа 1790 года торжественно открылся первый в стране Музей естественной истории. Именно тогда в обществе возникла мысль о создании коллекции исторических памятников с целью их сохранения.
В начале XIX века Мексику посетили такие учёные, как Александр фон Гумбольдт и Эме Бонплан, высоко оценившие историческую и художественную ценность памятников доколумбовой эпохи, после чего по рекомендации историка Лукаса Аламана президент республики Гуадалупе Виктория издал указ об основании Национального музея Мексики в качестве самостоятельного учреждения.
К 1906 году коллекция настолько разрослась, что было принято решение разделить её и переместить экспонаты по естествознанию в специально построенное здание для открытия постоянной экспозиции.
Таким образом, 9 сентября 1910 года в присутствии президента Порфирио Диаса состоялось повторное открытие музея, на этот раз названного Национальным музеем археологии, истории и этнографии. К 1924 году коллекция музея увеличилась до 52 тысяч предметов, в нем побывало более 250 тысяч посетителей, и музей вошёл в число самых интересных и уважаемых музеев мира.
13 декабря 1940 года музей переехал в Чапультепекский дворец и уже там получил своё современное название: Национальный музей антропологии.
Постройка современного здания музея началась в 1963 году в парке Чапультепек и продолжалась 19 месяцев. 17 сентября 1964 года состоялось торжественное открытие в присутствии президента Адольфо Лопеса, который заявил:
«Мексиканский народ воздвигает этот памятник в честь удивительных культур, расцветших в доколумбову эпоху на тех землях, на которых сейчас находится Республика. Перед свидетельствами этих культур сегодняшняя Мексика воздает честь коренным народам, в которых видит черты своего национального своеобразия».

## Цели
Цели Национального музея антропологии:
- популяризация культуры доиспанского периода и современной культуры коренных народов Мексики в стране и мире посредством экспозиции собранных в нем археологических и этнографических памятников;
- распространение в доступной форме сведений об антропологии в Мексике путём организации выставок, конференций и экскурсий;
- сохранение, учёт и реставрация важнейших археологических и этнографических памятников;
- приумножение культурного достояния Мексики путём проведения различных исследований, публикации и популяризации их результатов под эгидой Национального института антропологии и истории (INAH).

## Залы

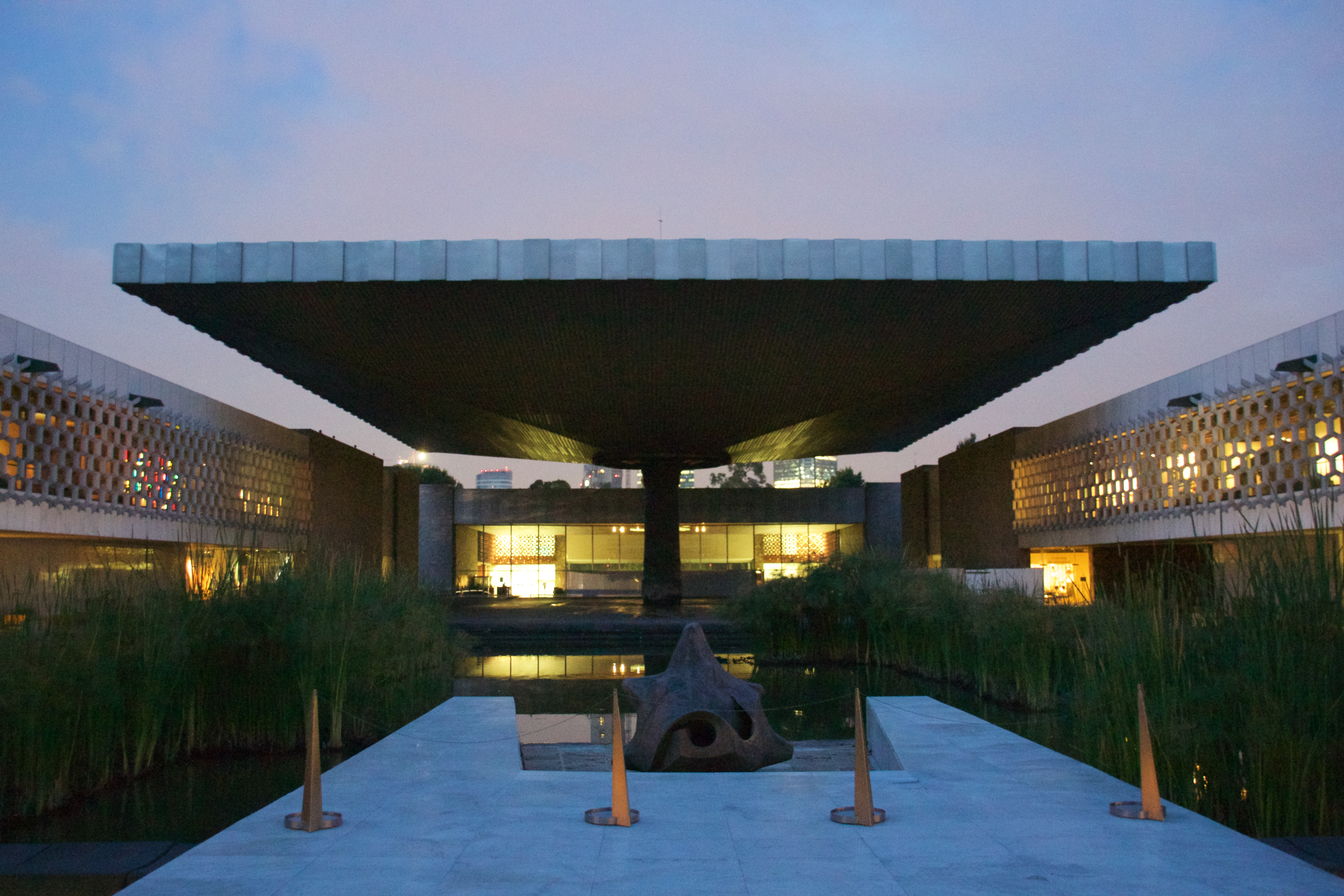
Центральный дворик

Экспозиция музея состоит из двух крупных разделов. Археологический раздел занимает первый этаж, а на втором этаже разместился этнографический раздел.
Залы, посвящённые антропологии, расположены вокруг открытого центрального двора. Начиная справа, они идут до зала ацтеков (мешиков) в хронологическом порядке, а начиная с зала, посвящённого культуре штата Оахака, порядок соответствует географическому положению.
Тематика залов:
- Введение в антропологию
- Заселение Америки
- Доклассический период на Мексиканском нагорье
- Теотиуакан
- Тольтеки
- Ацтеки (мешики)
- Оахака
- Берег Мексиканского залива
- Майя
- Культуры северных народов
- Культуры западных народов

## Экспонаты
В собрании музея находятся многие известные во всем мире экспонаты, например, Камень солнца, называемый ацтекским календарём, гигантские каменные головы ольмеков, найденные в джунглях Табаско и Веракруса, сокровища цивилизации майя из Чичен-Ицы и Паленке.
Кроме того, в музее проводятся гостевые выставки, в основном посвящённые другим великим культурам мира. Темой прошедших выставок становились Персия, Греция, Китай, Египет, Испания.

## Галерея
Фотографии расположены в соответствии с экспозицией. В скобках указаны названия залов.

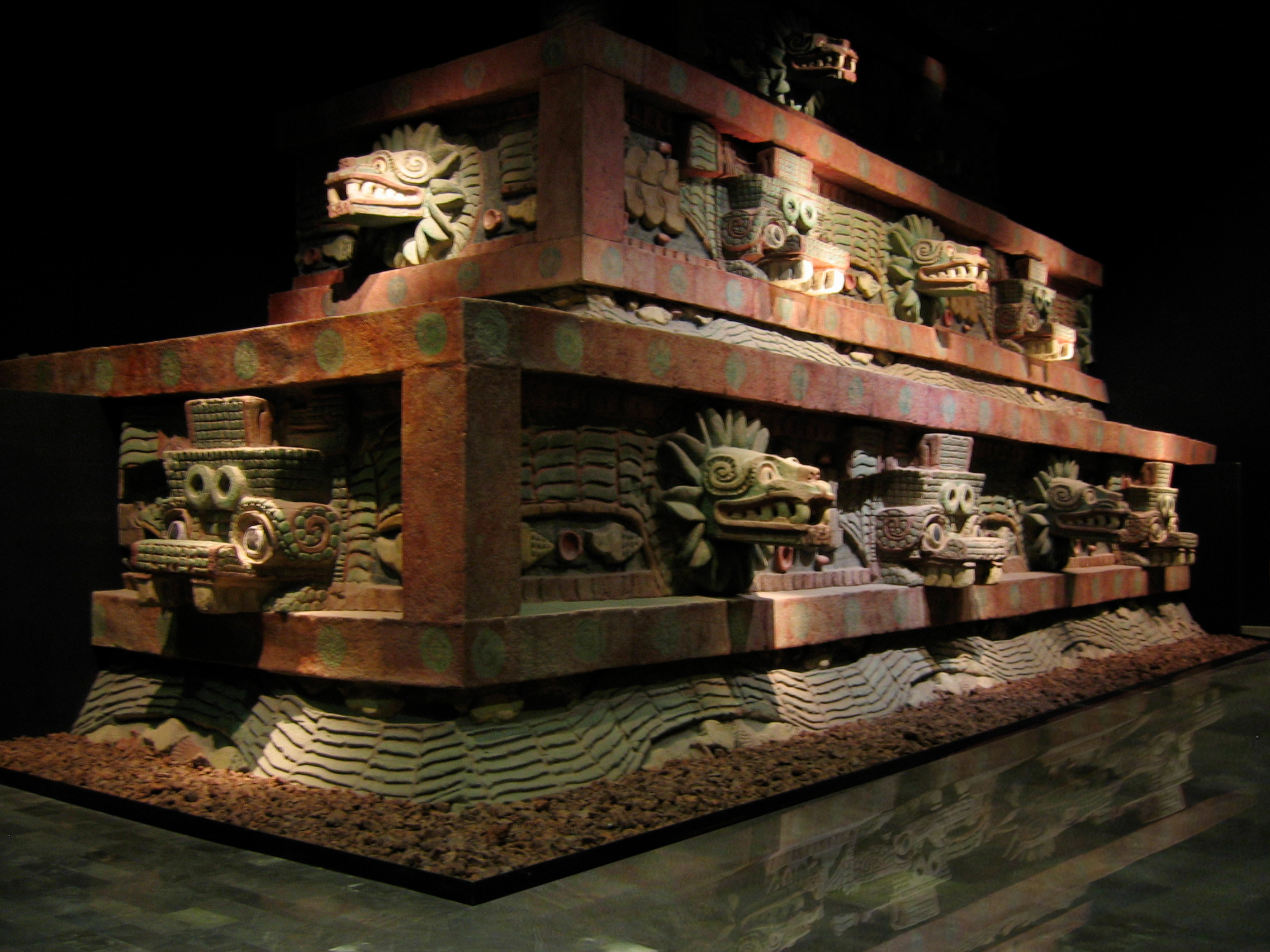
Воспроизведение храма пернатого змея в Теотиуакан
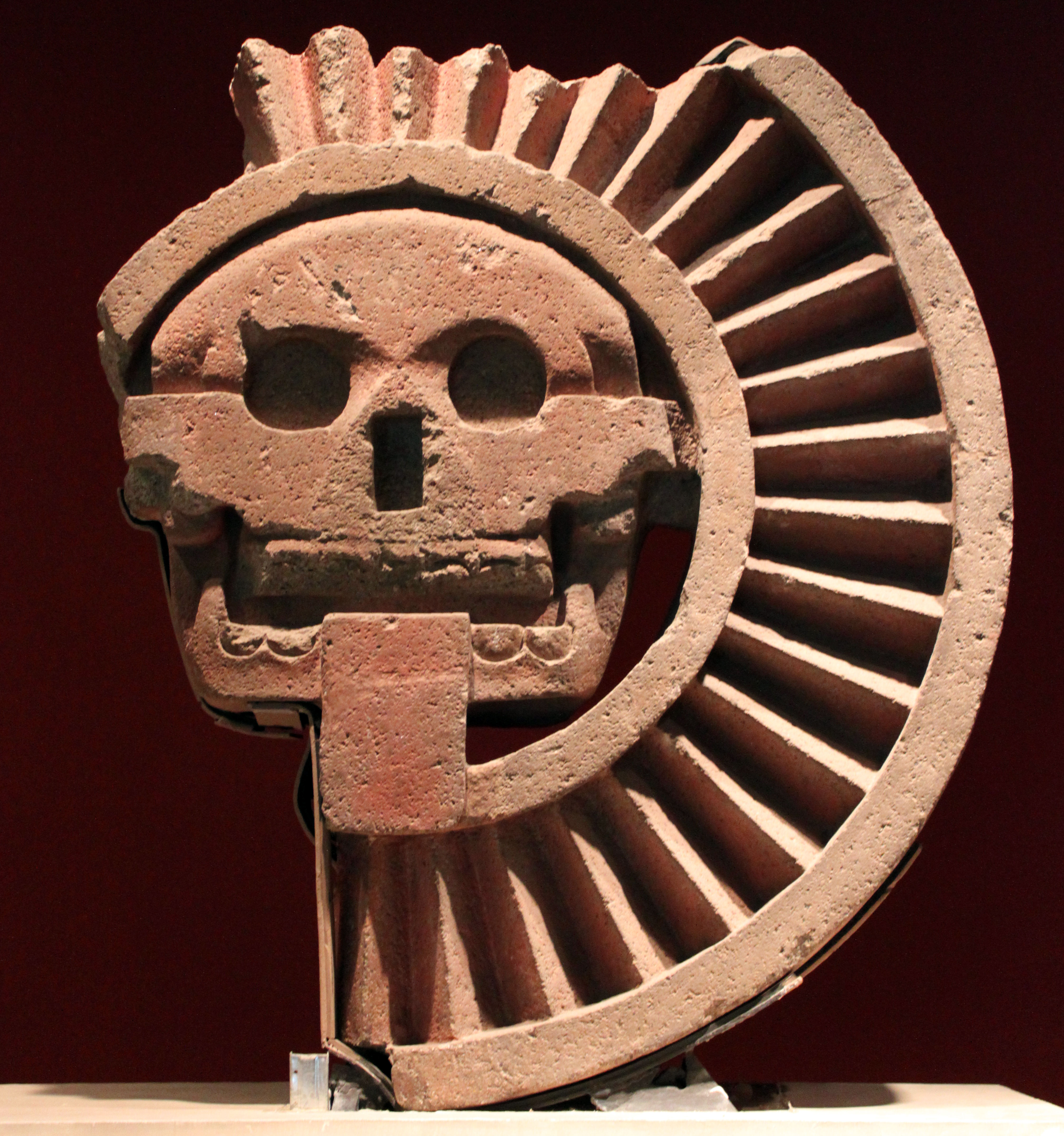
Диск Миктлантекутли
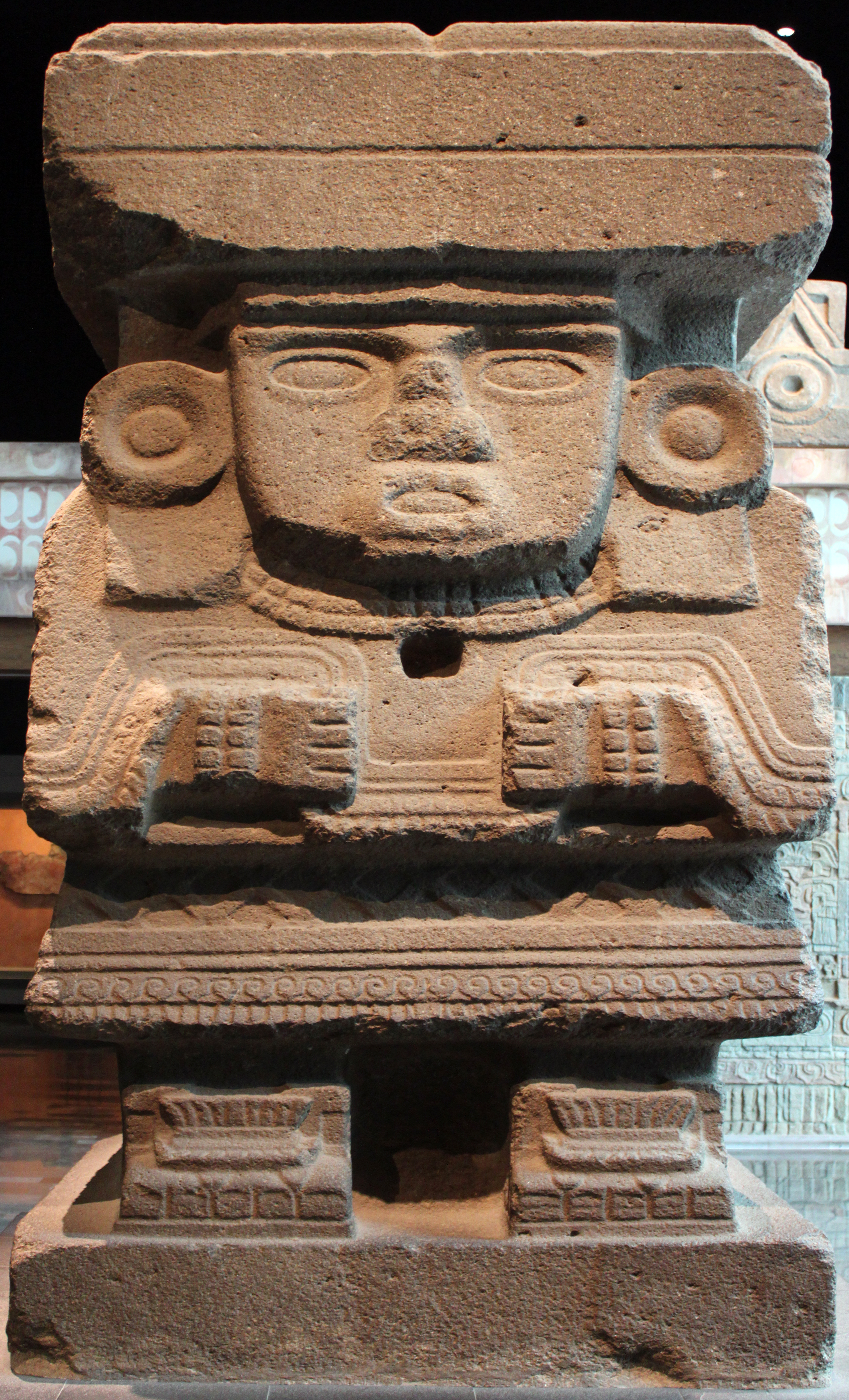
Статуя Чальчиутликуэ
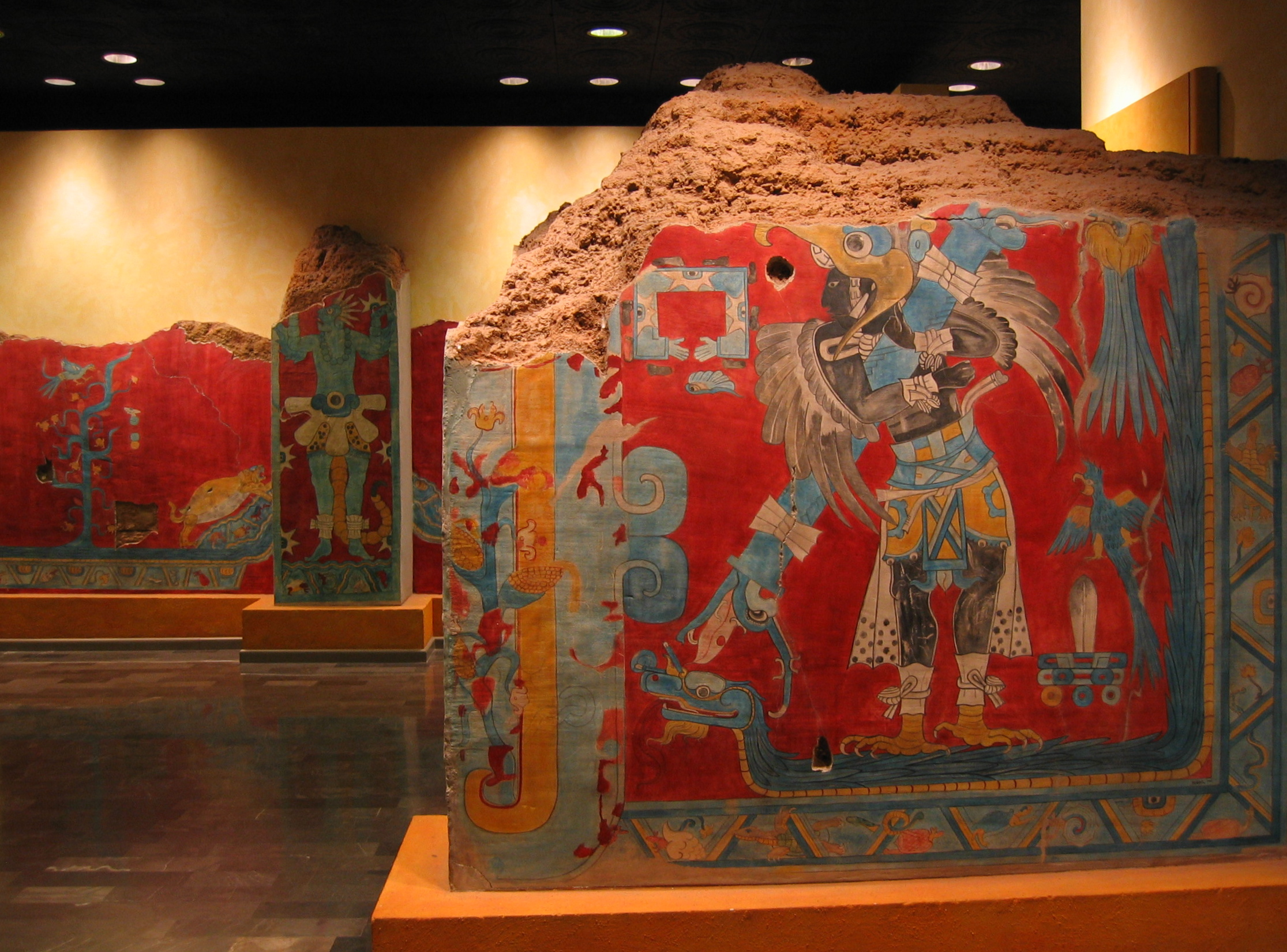
Какаштла, Птичья - мужская роспись
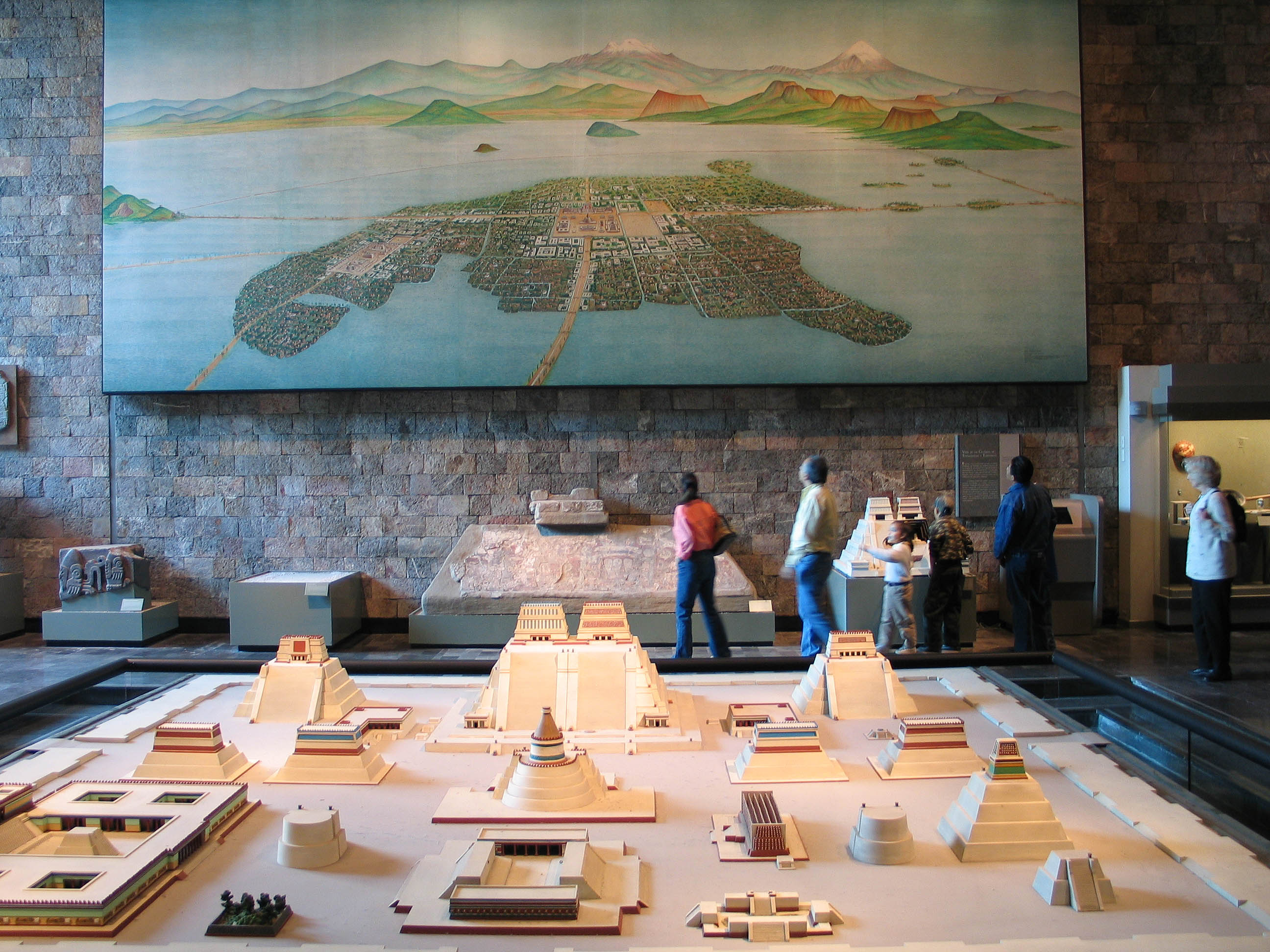
Масштабная модель Теночтитлана
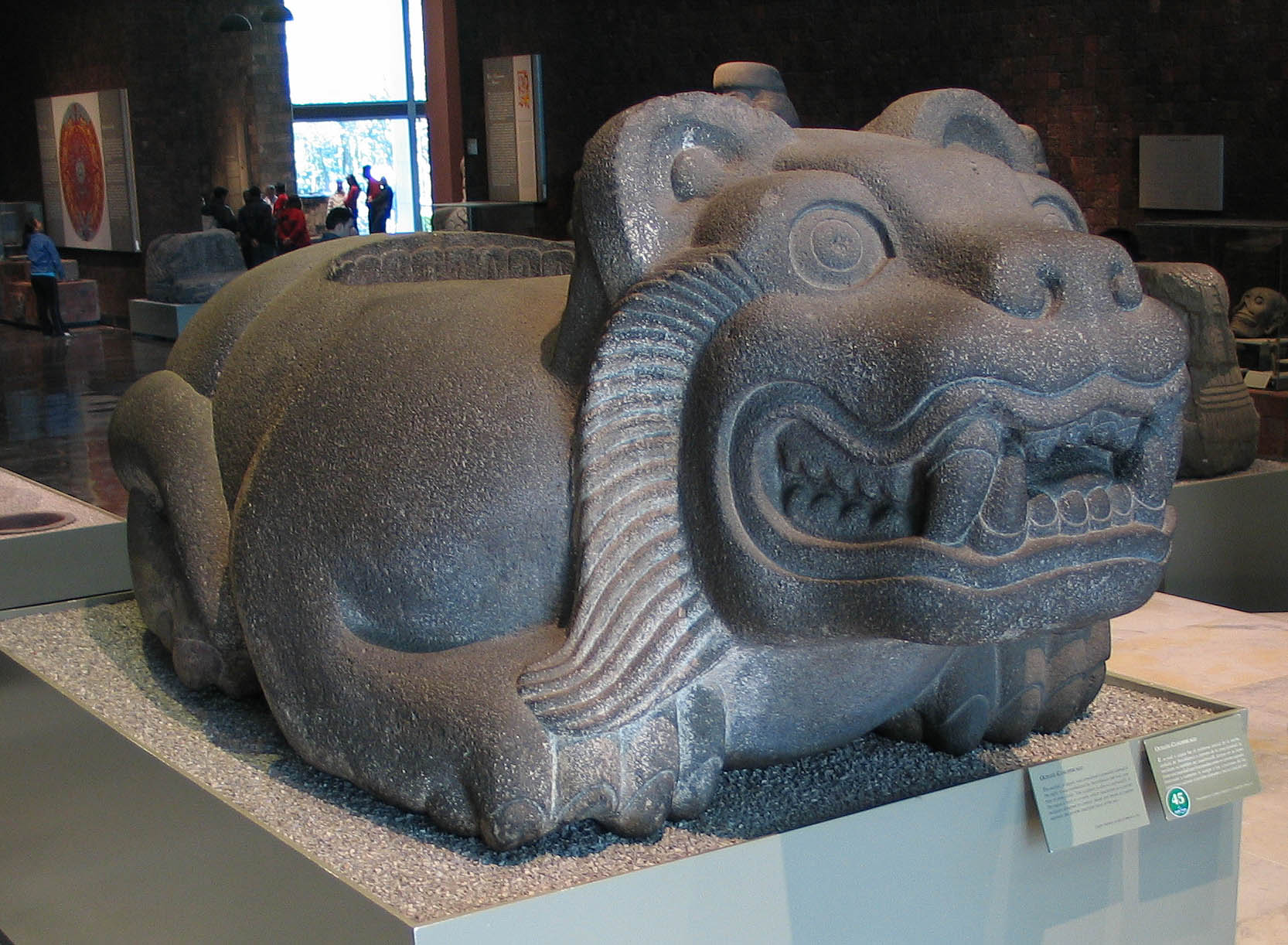
Оцелотль-куаушикалли
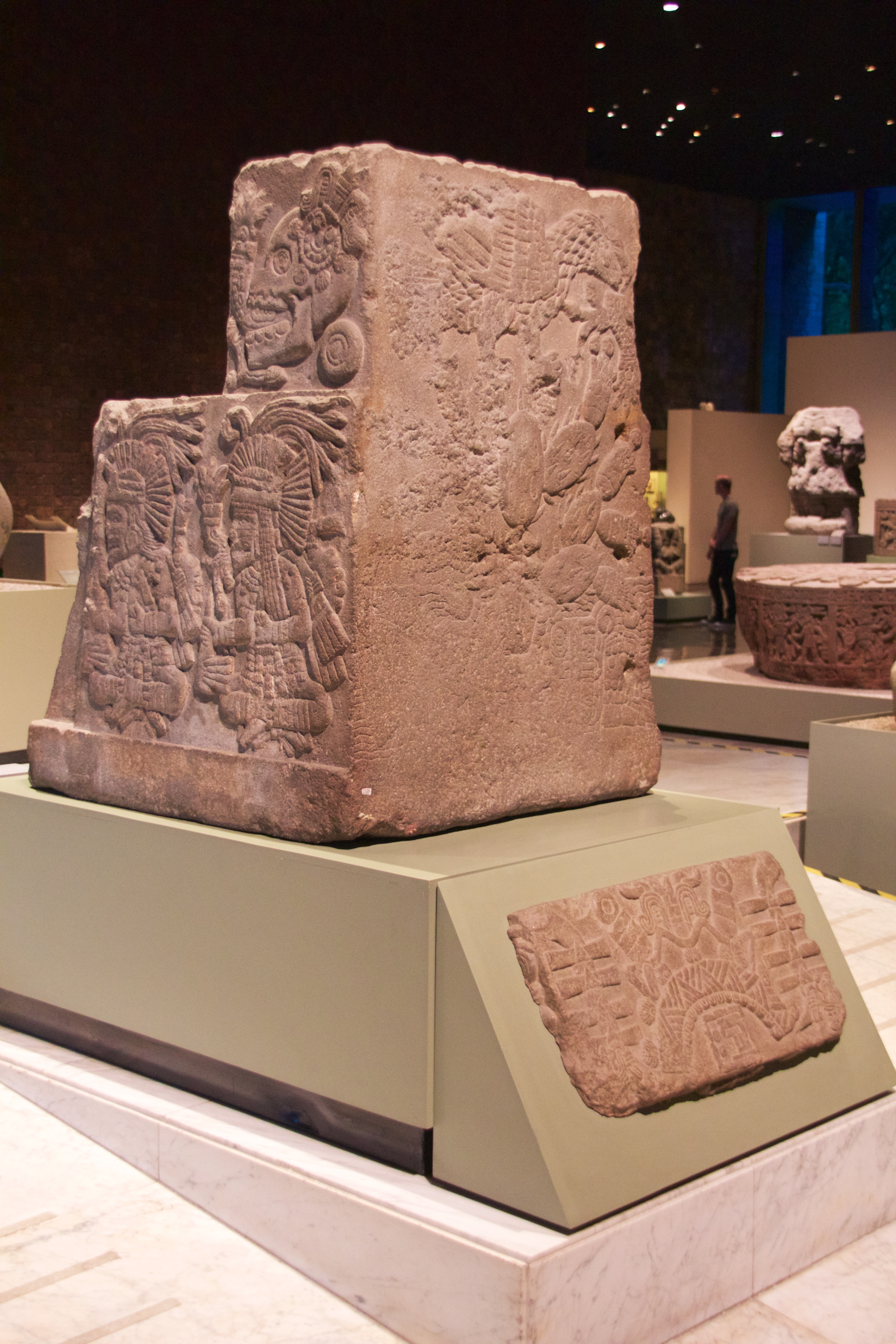
Теокалли священной войны
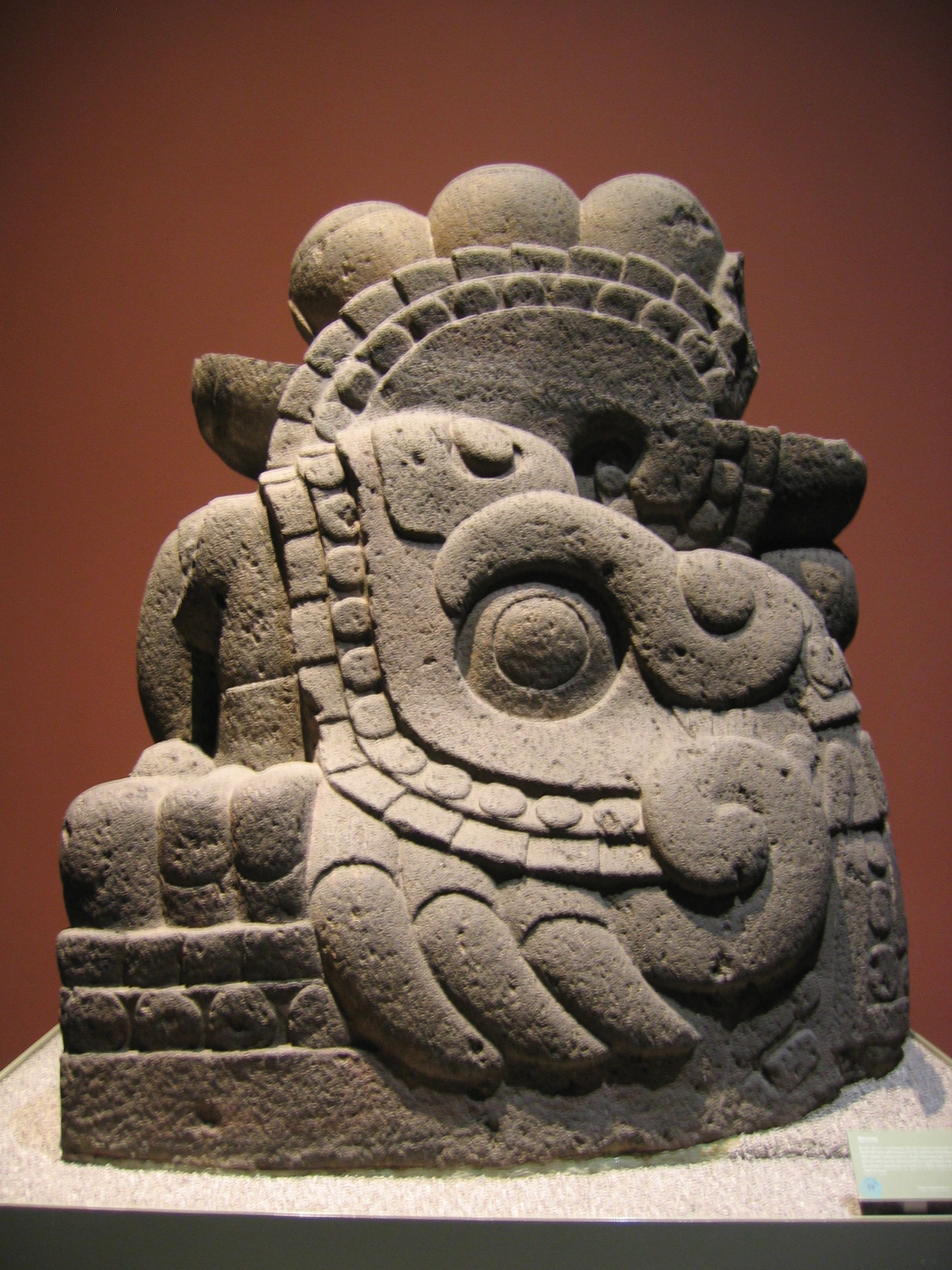
Статуя Шиукоатль
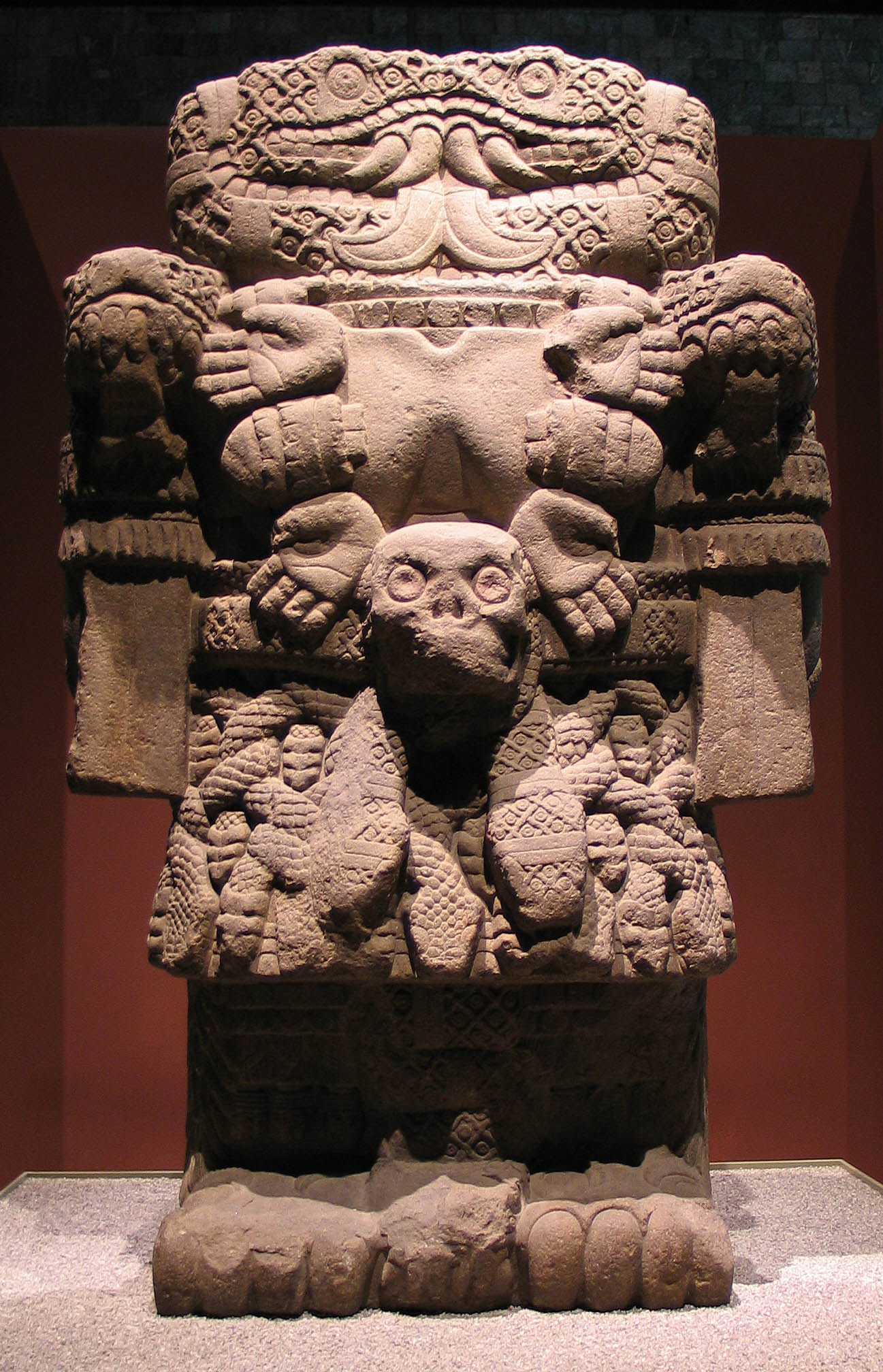
Статуя ацтекской богини Коатликуэ
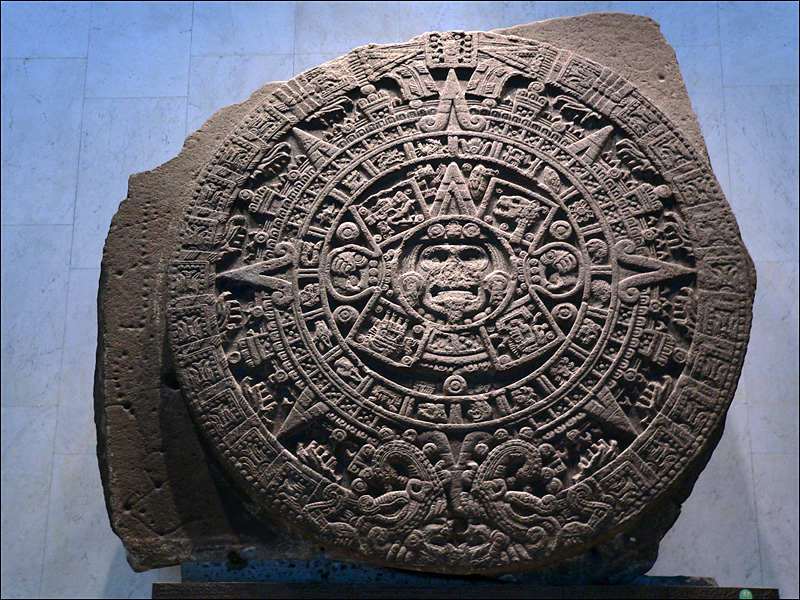
Камень Солнца, известный как ацтекский календарь
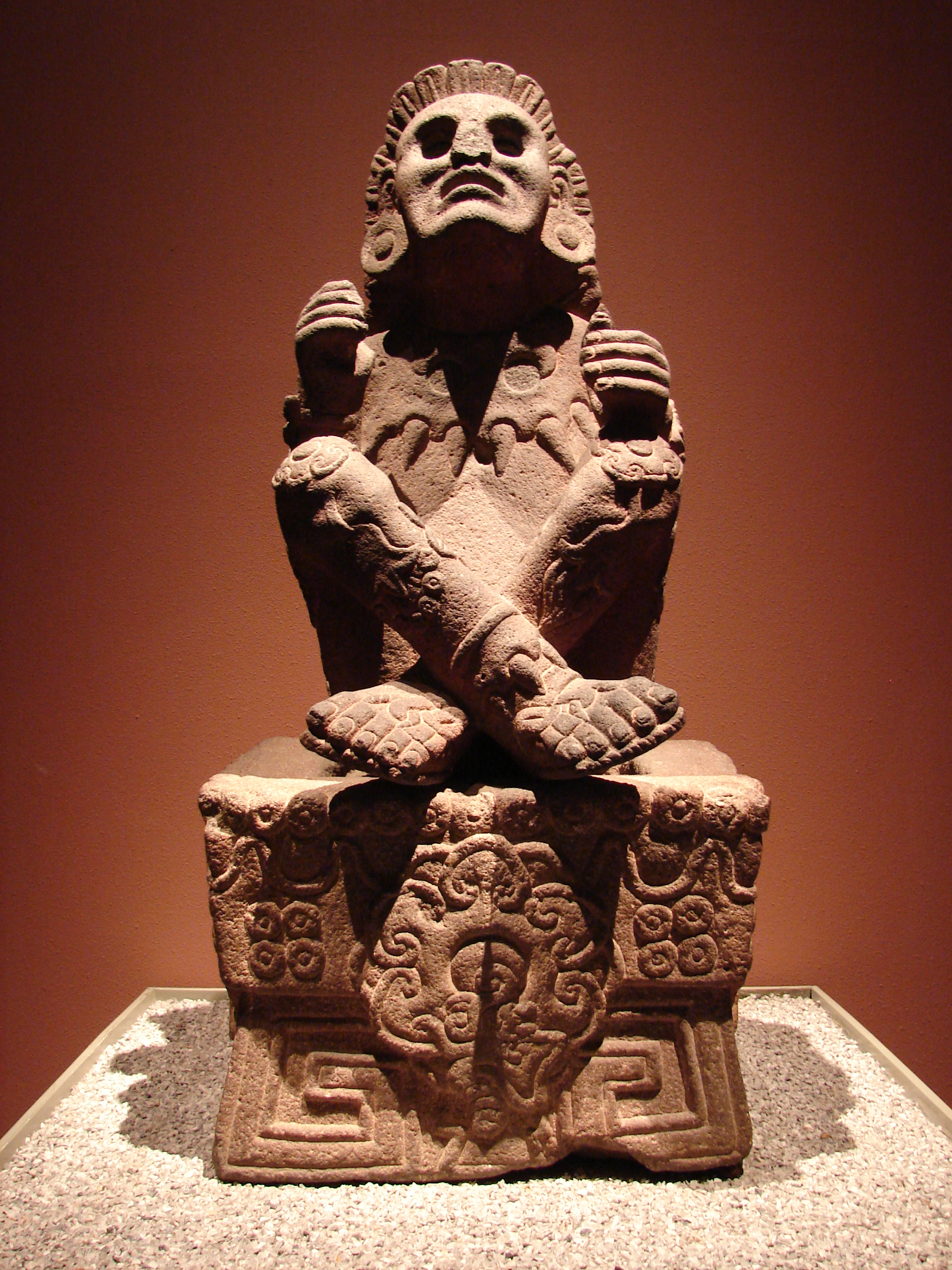
Статуя Шочипилли
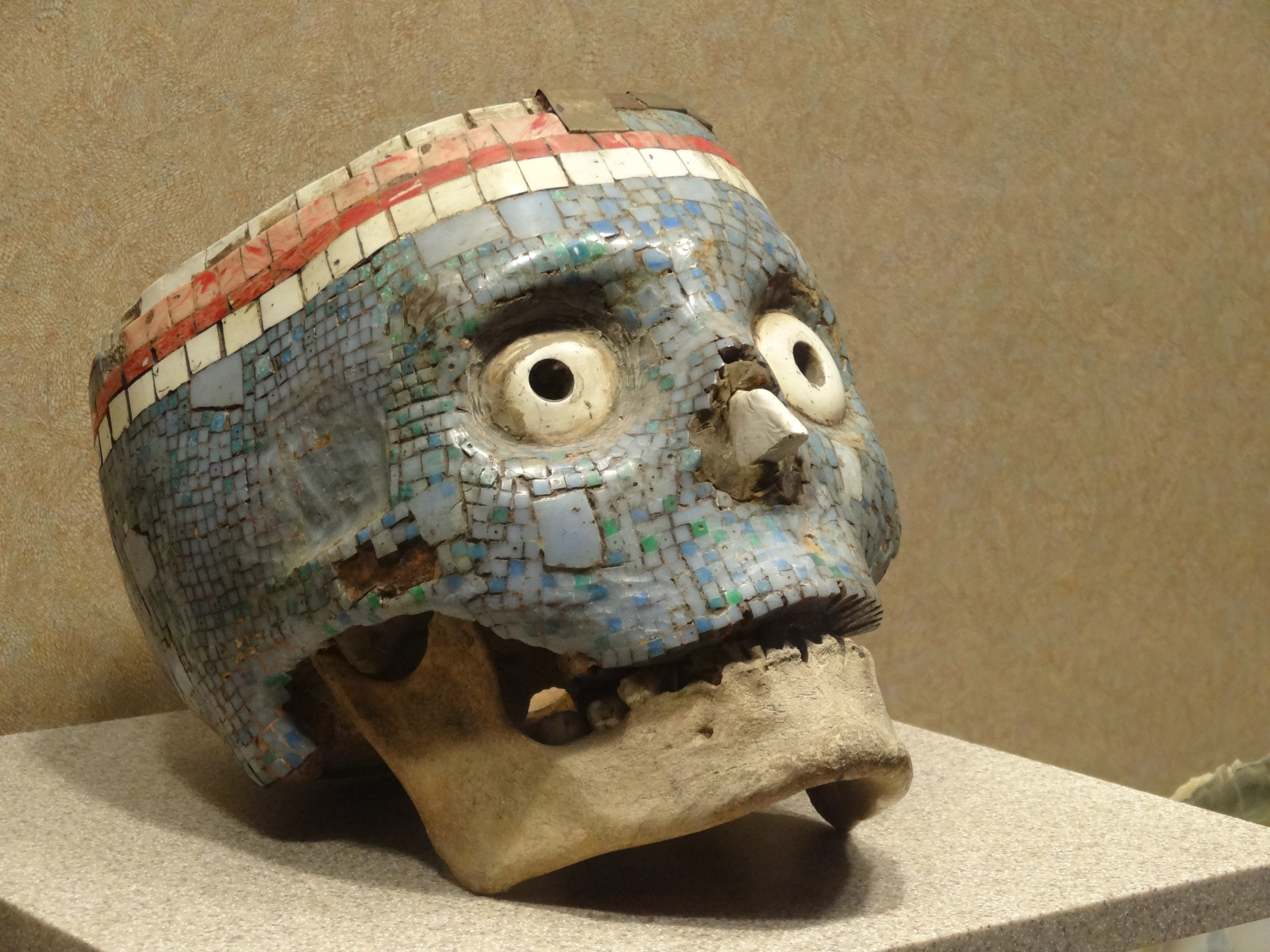
Череп покрыт бирюзой
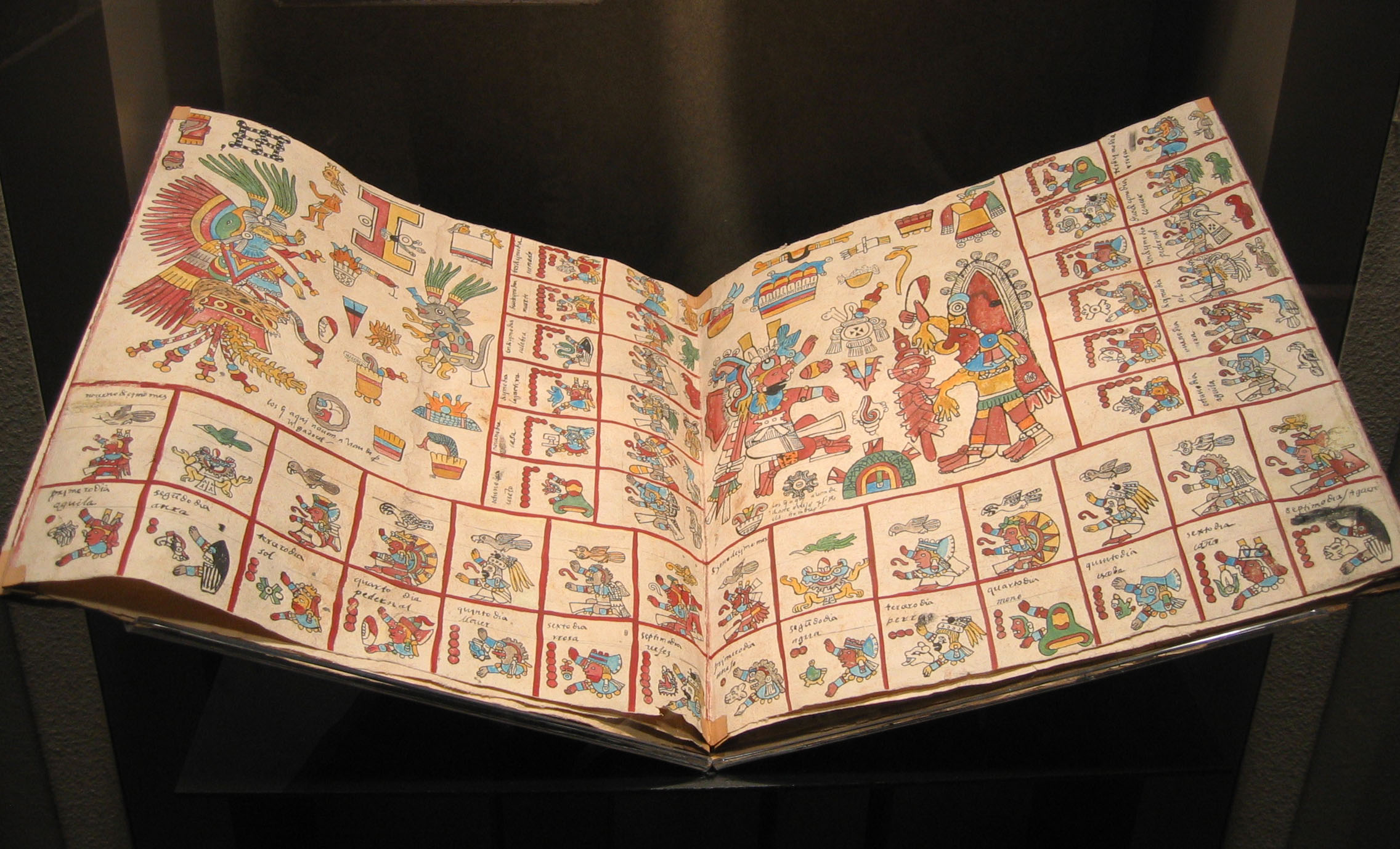
Реплика Бурбонский кодекс
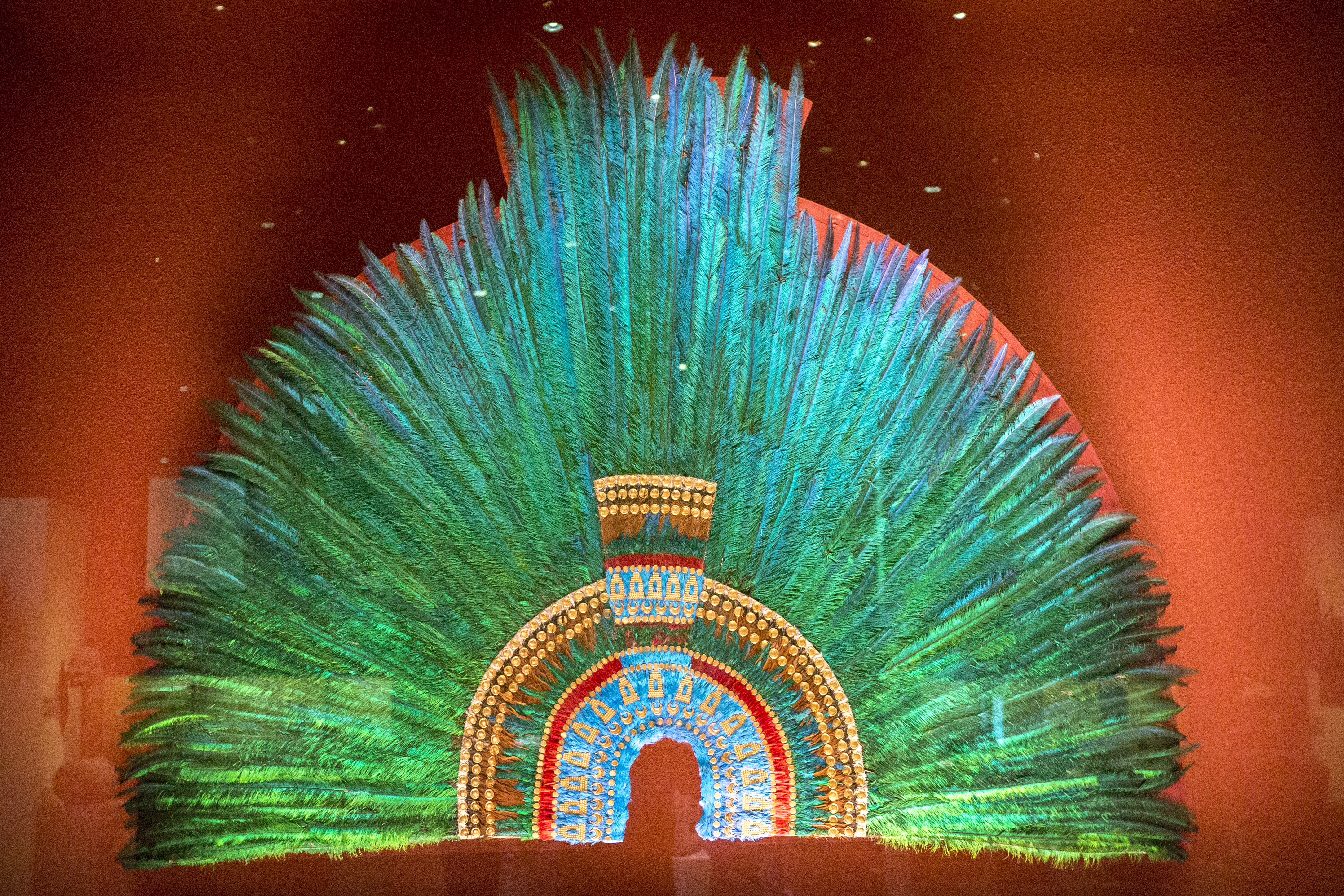
Перо головной убор Монтесума II
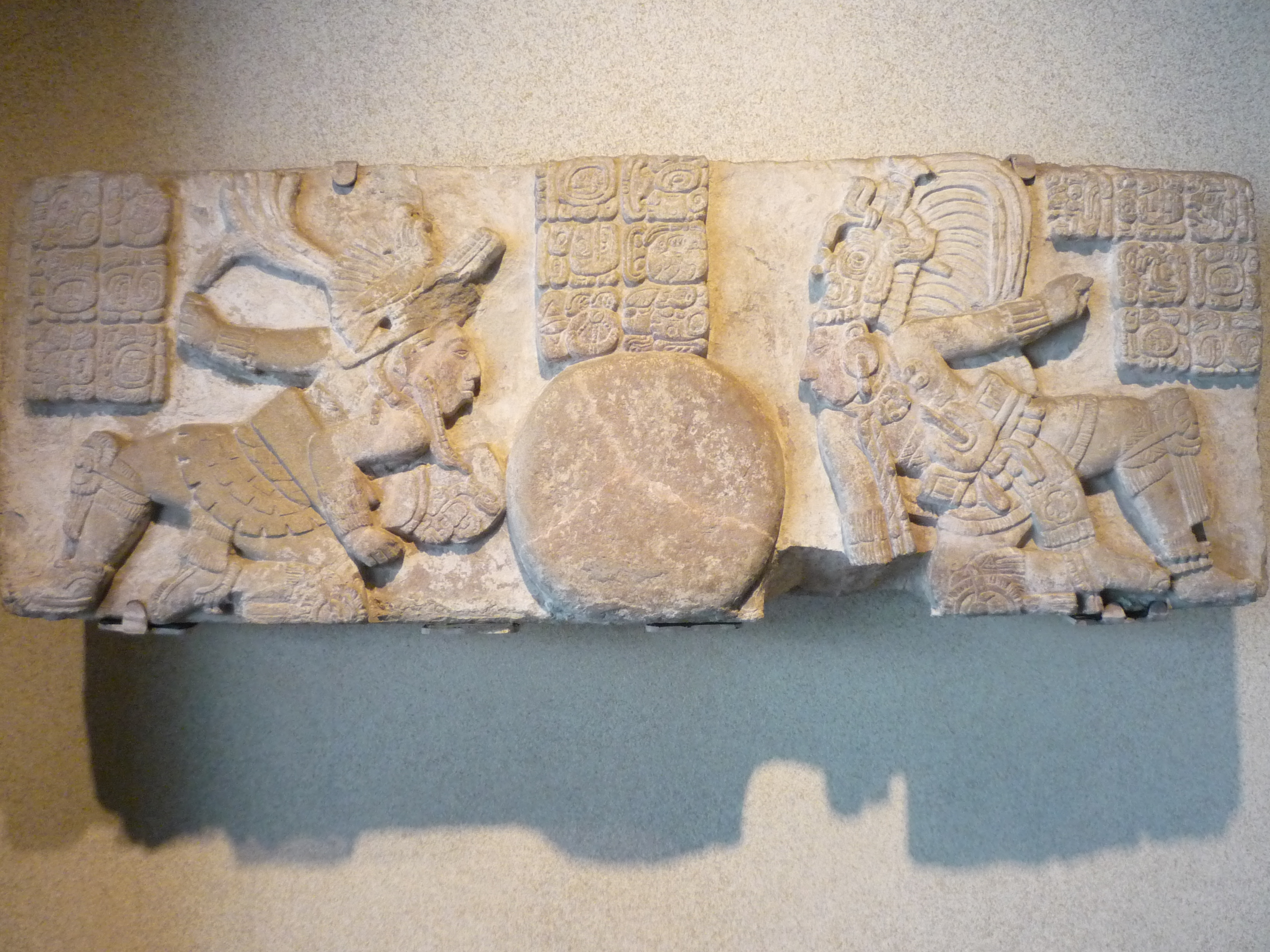
Рельеф Тонина
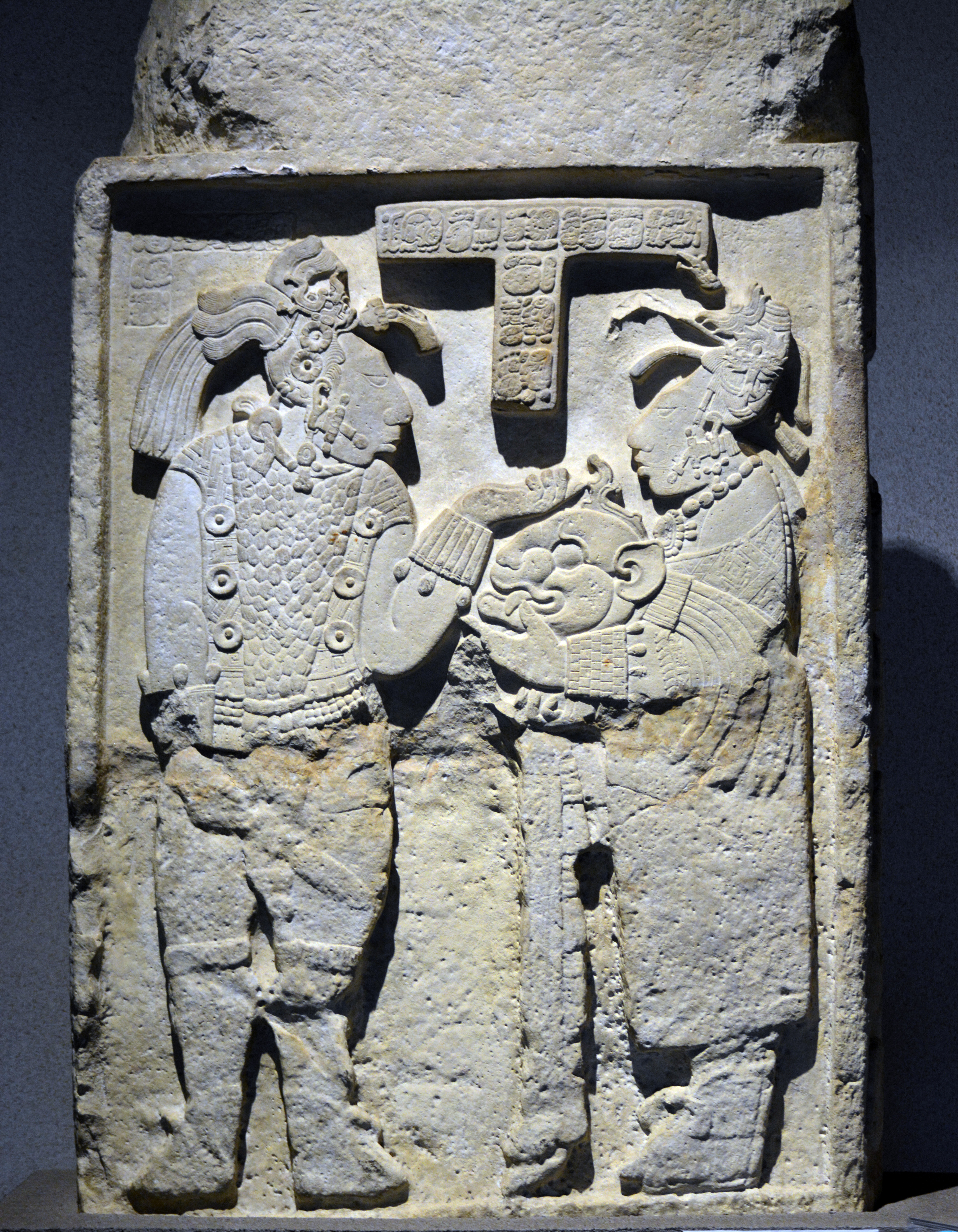
Притолока 26, Яшчилана
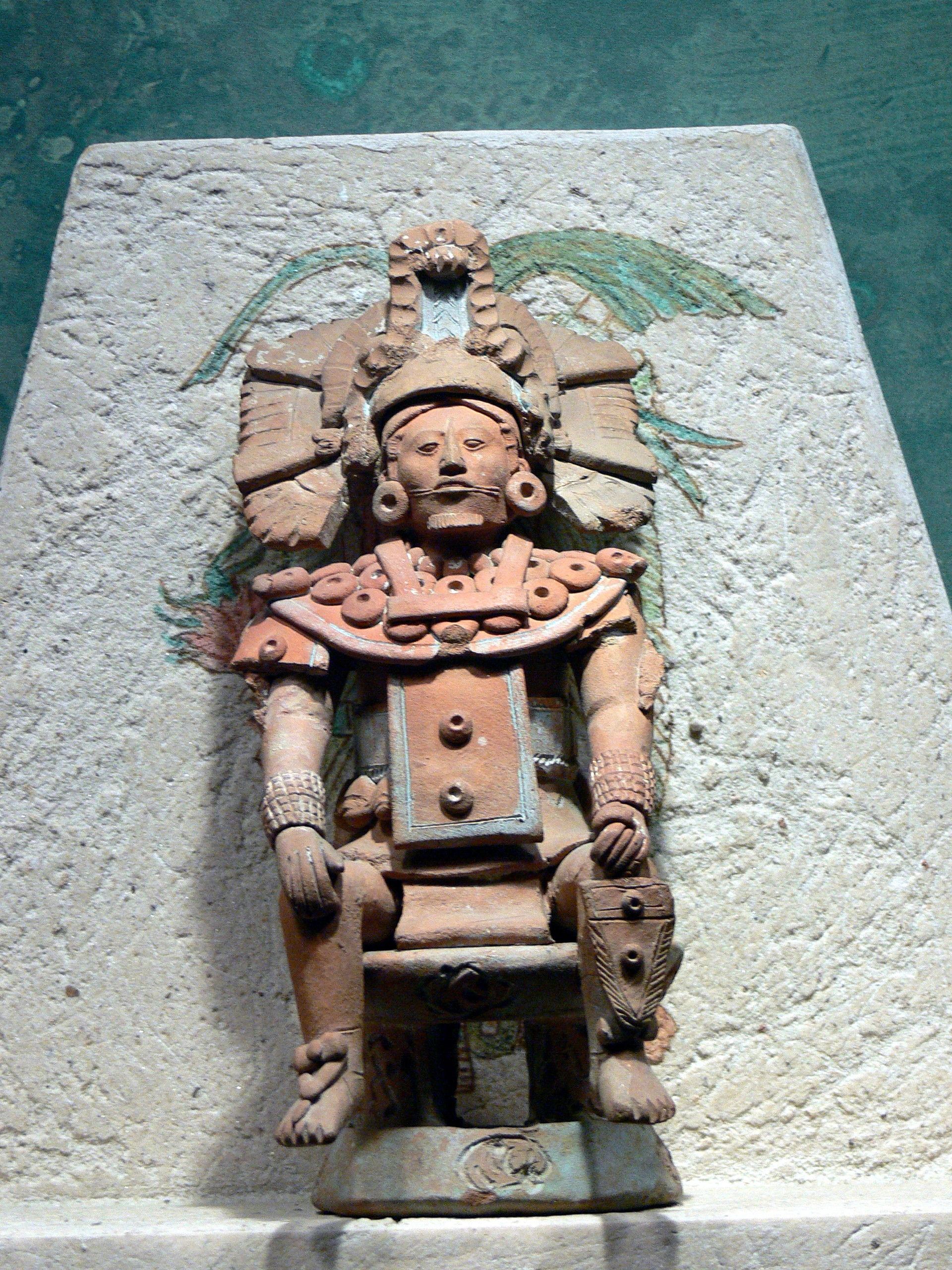
Керамический острова Хайна
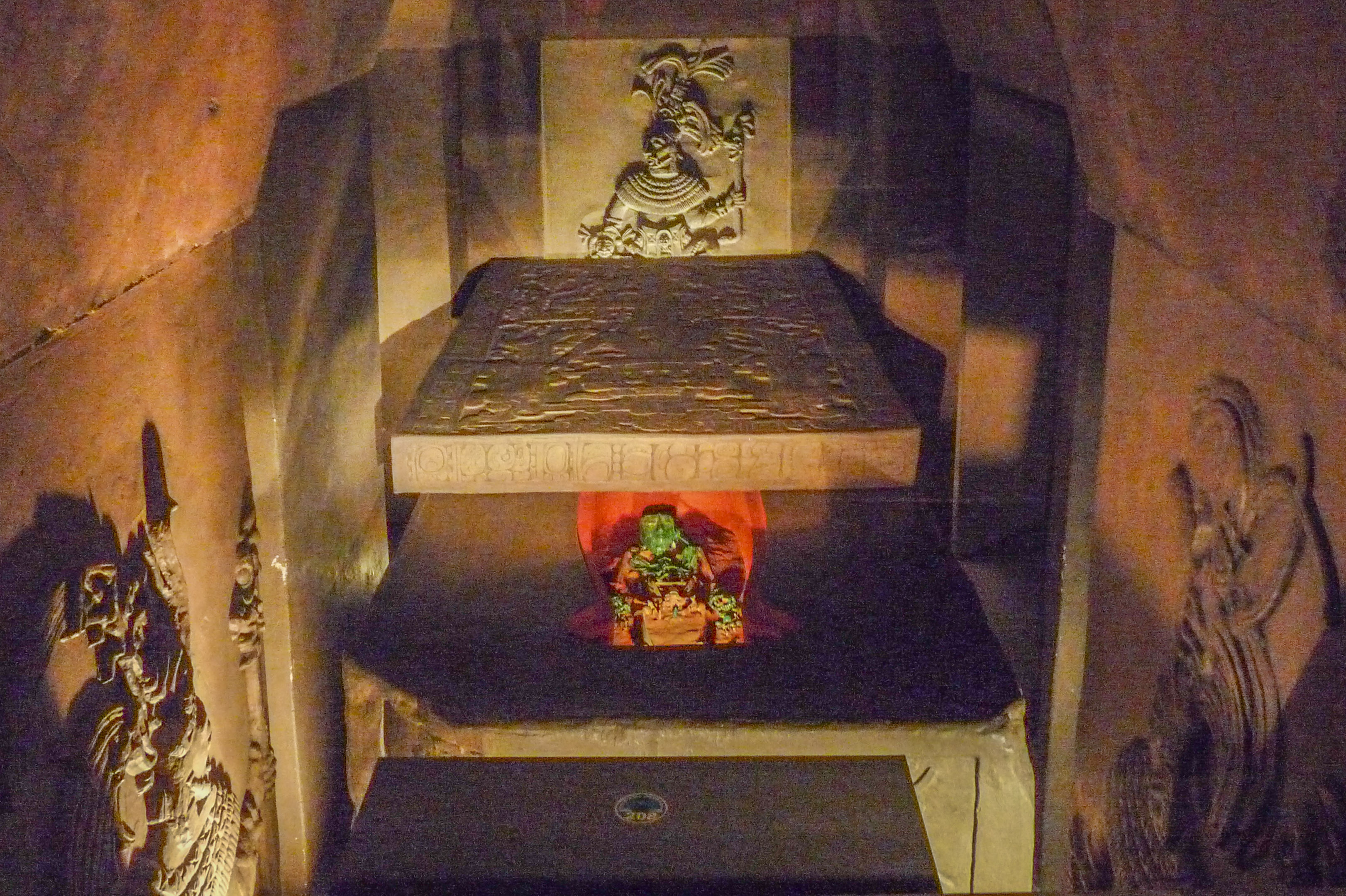
Воспроизведение мавзолея линейки Паленке, К’инич Ханааб Пакаль
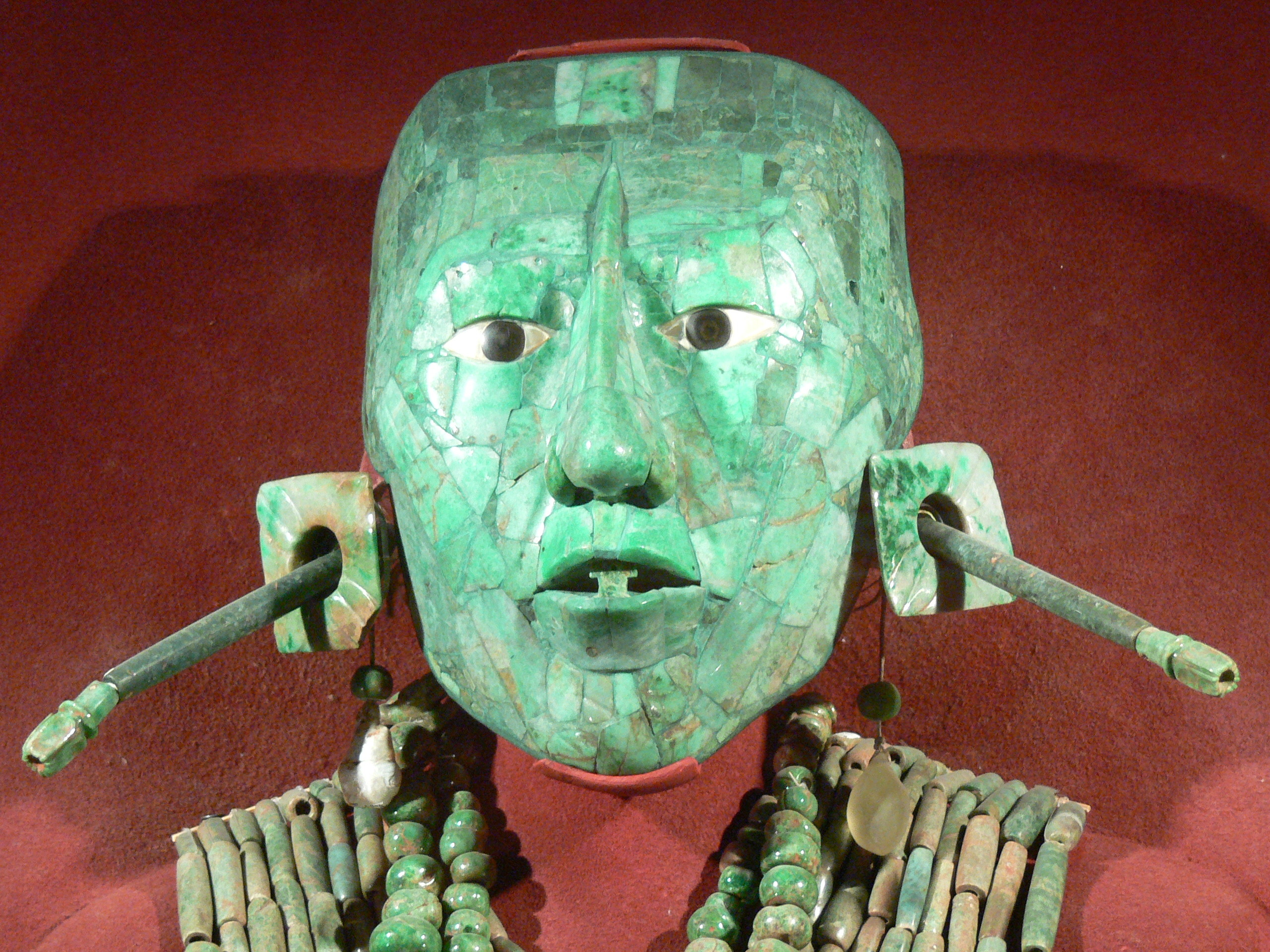
Морская маска К’инич Ханааб Пакаль
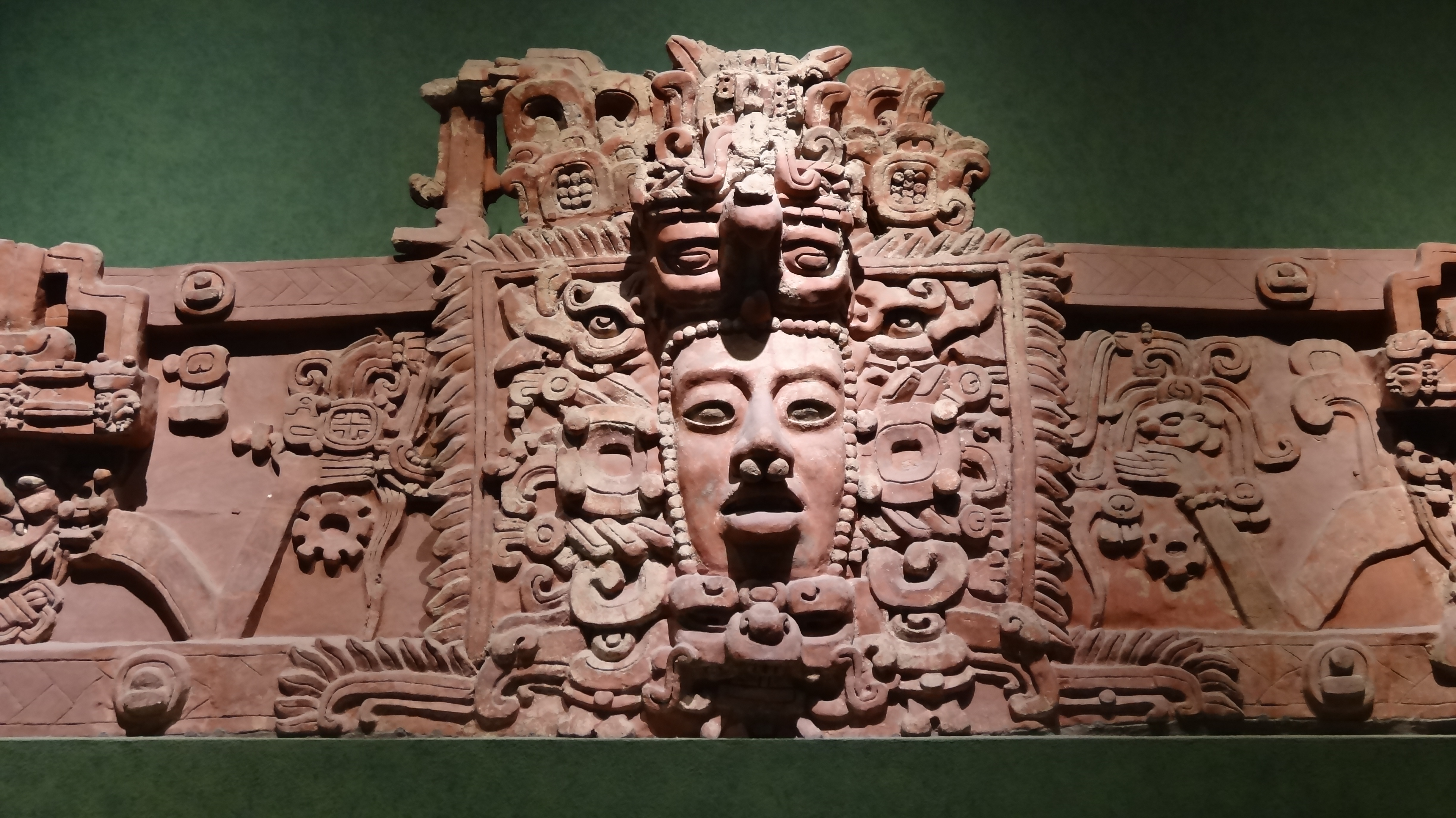
Майя фриз
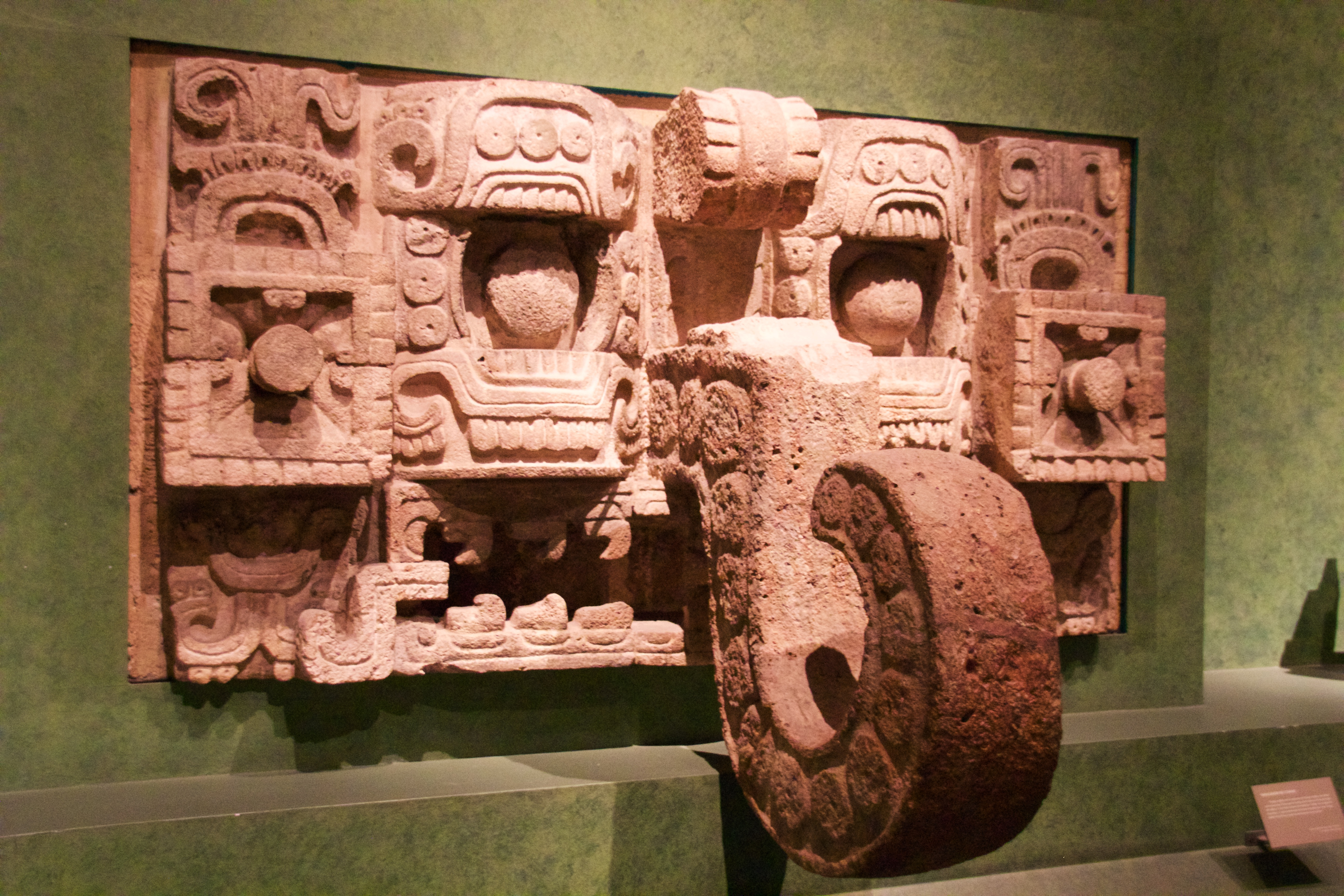
Маска Чак
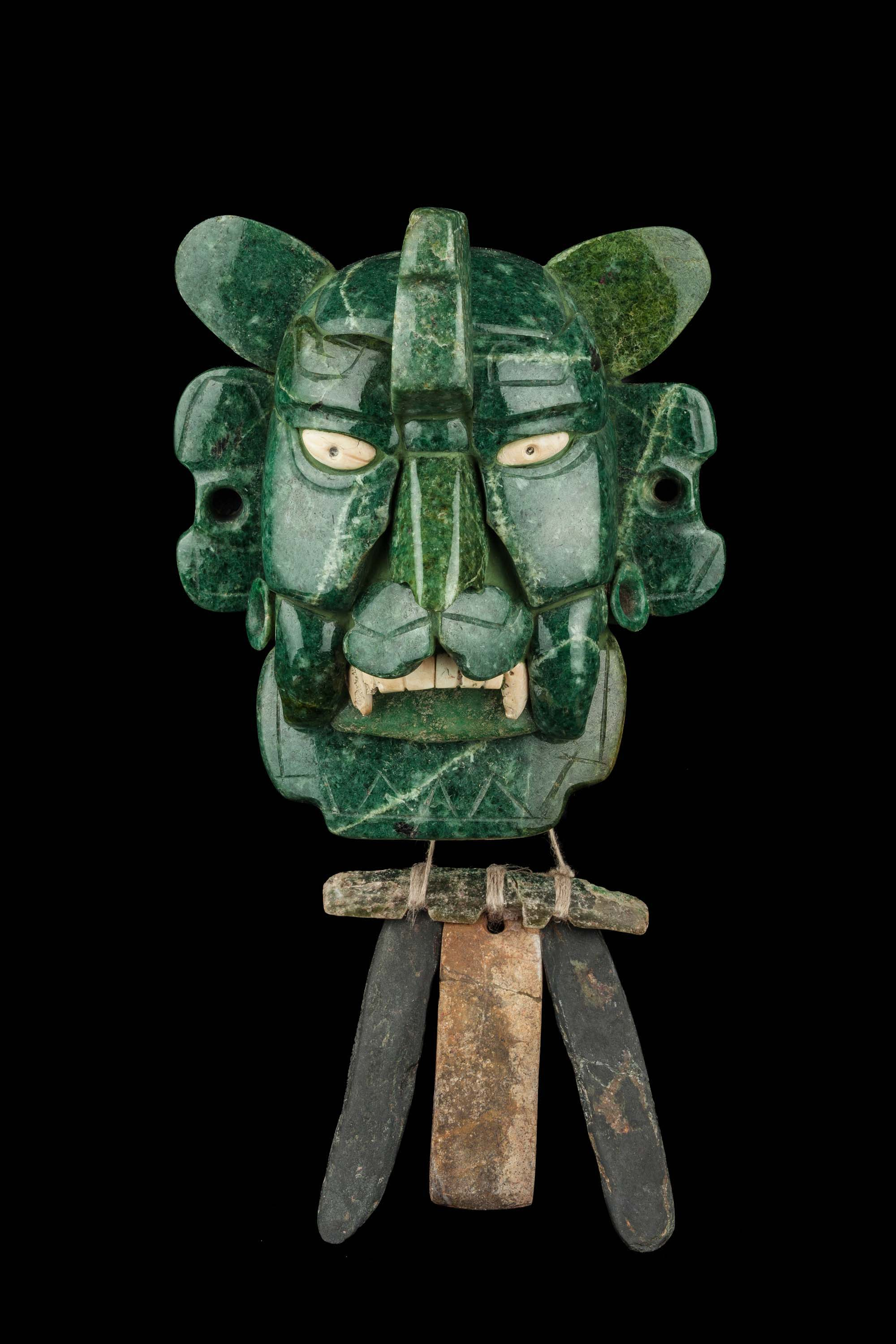
Сапотекская Маска Божья летучая мышь
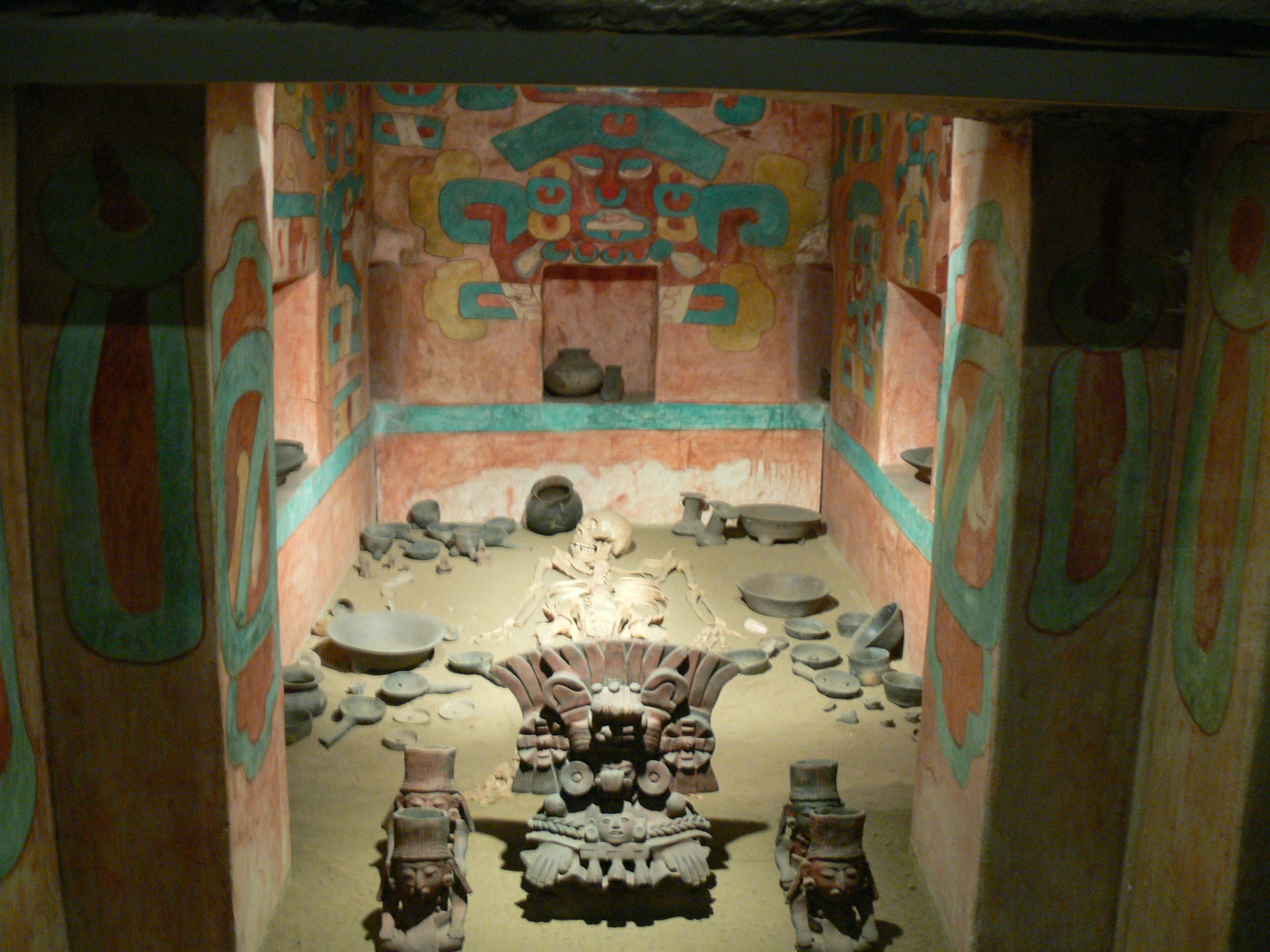
Репродукция гравюры 105 из Монте-Альбан
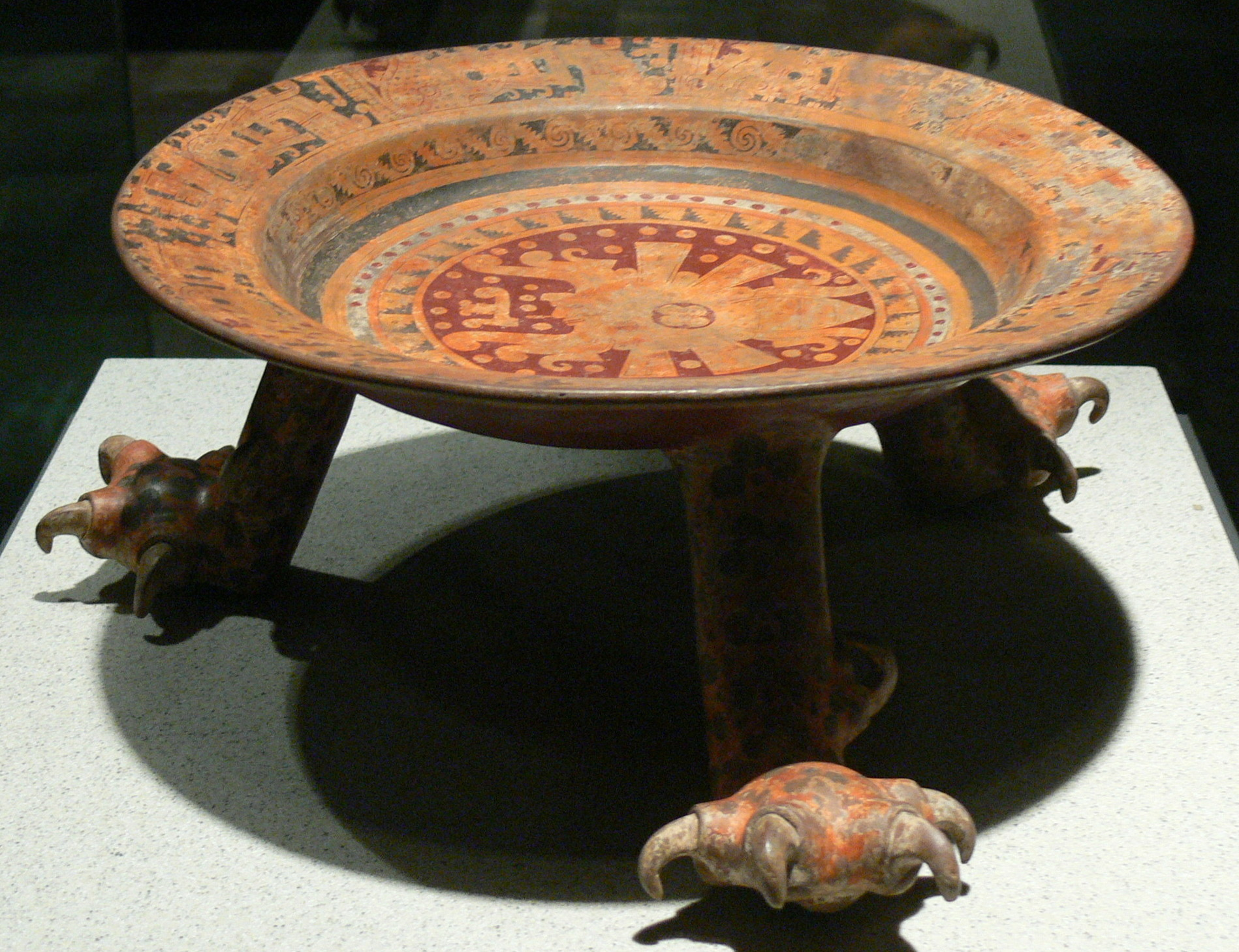
Миштекские Керамический
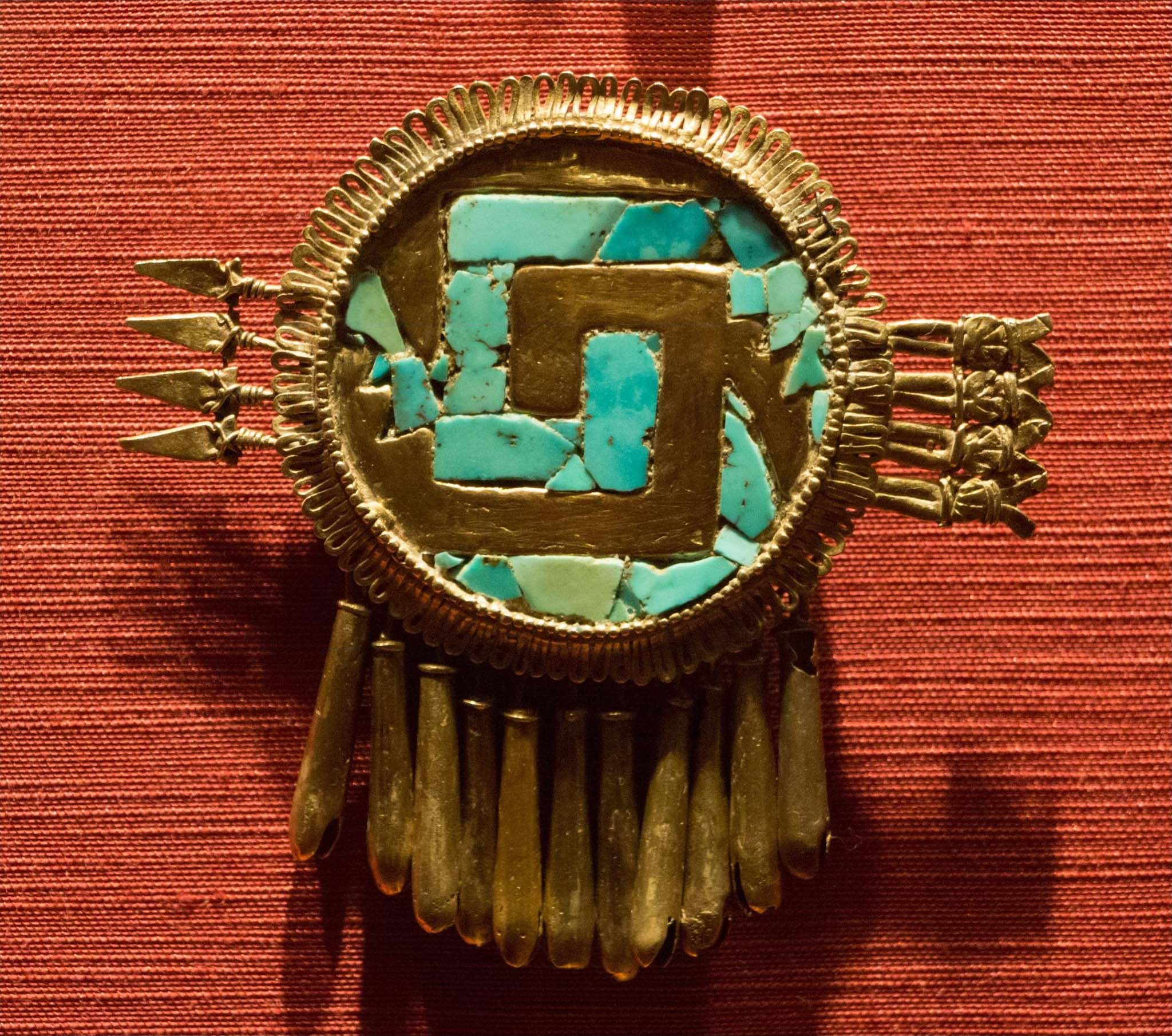
Миштекские пекторальный из золота и бирюзы, Щит Яньхуйтана
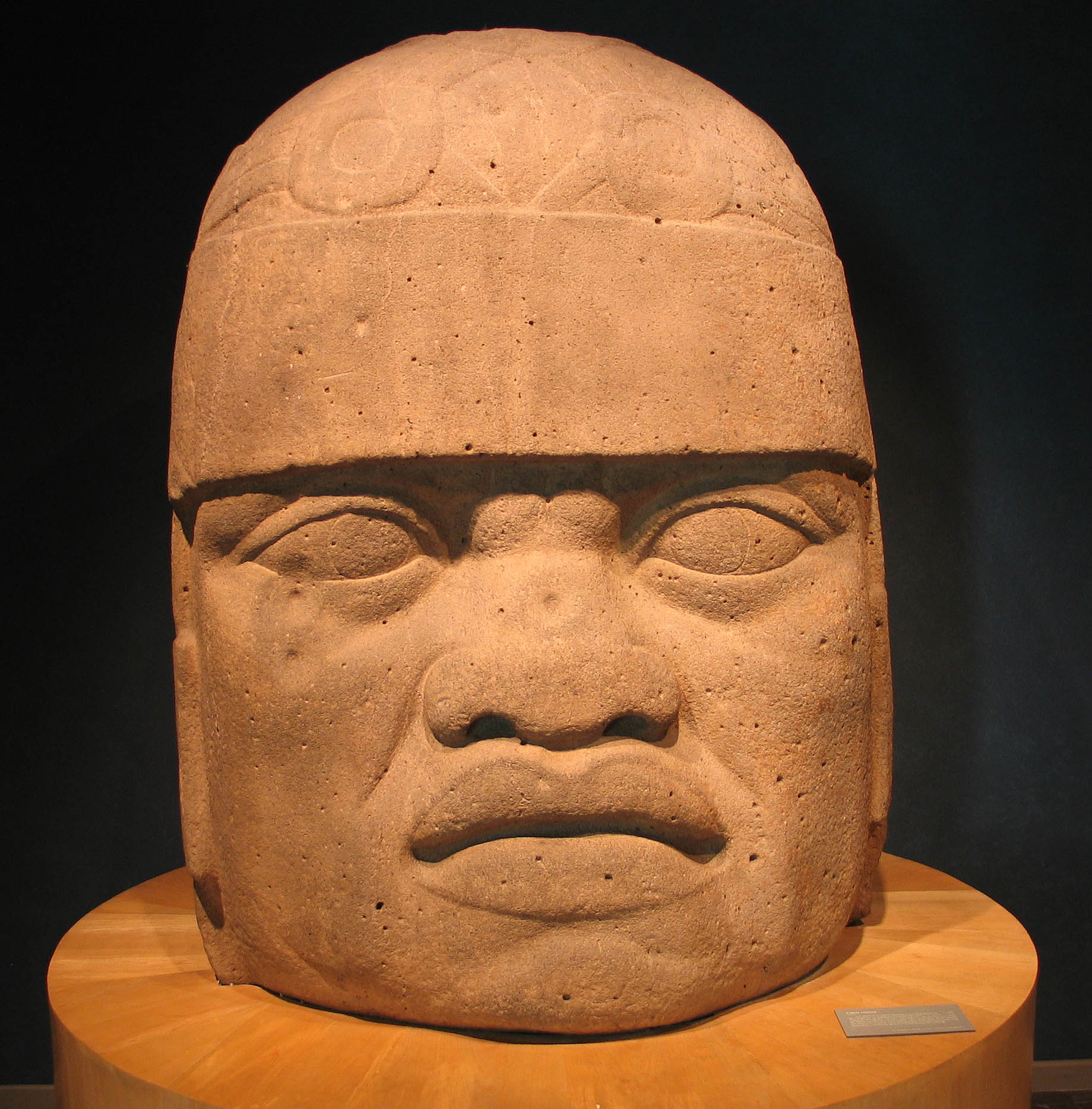
Гигантская ольмекская голова
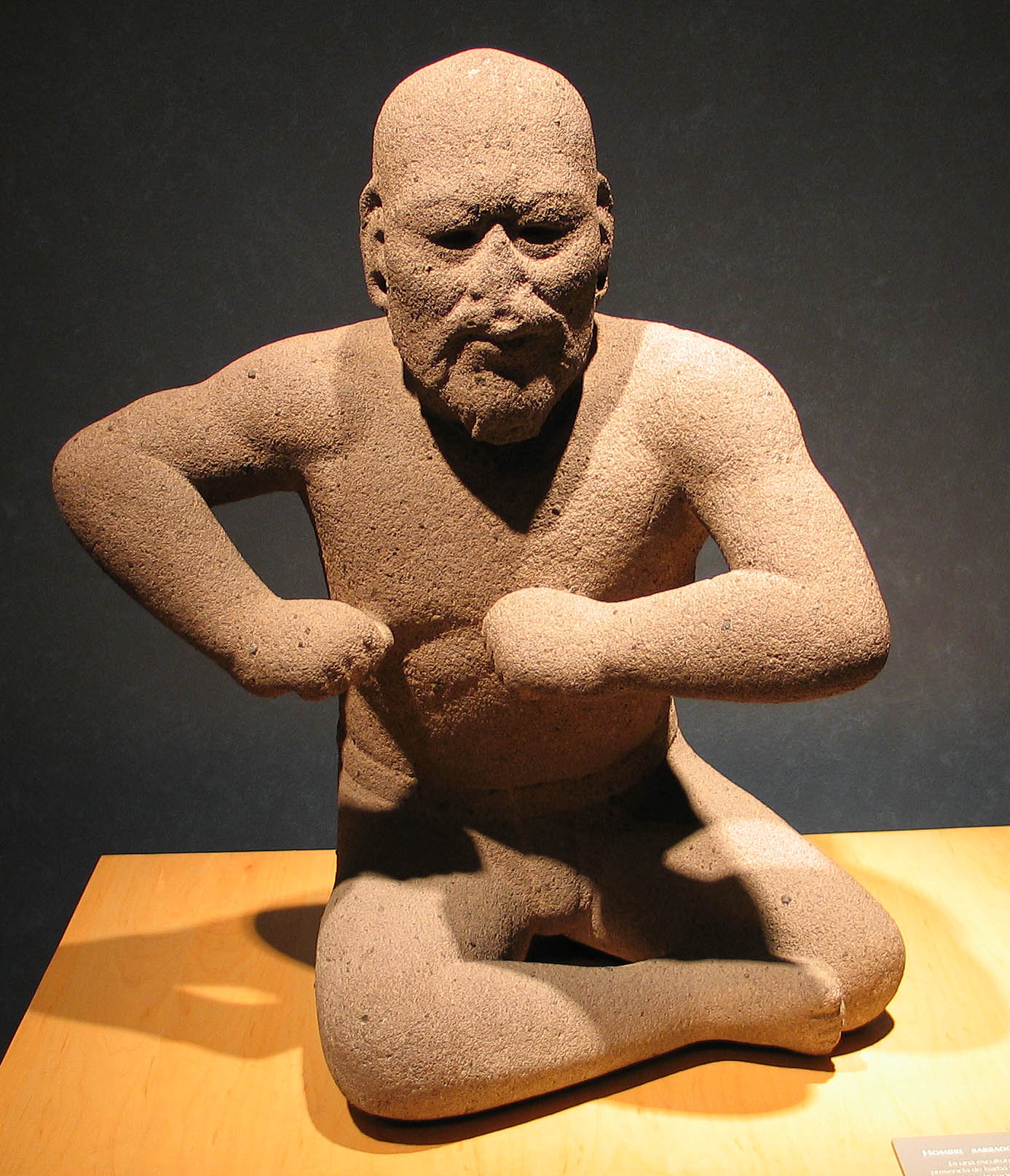
Ольмекский борец
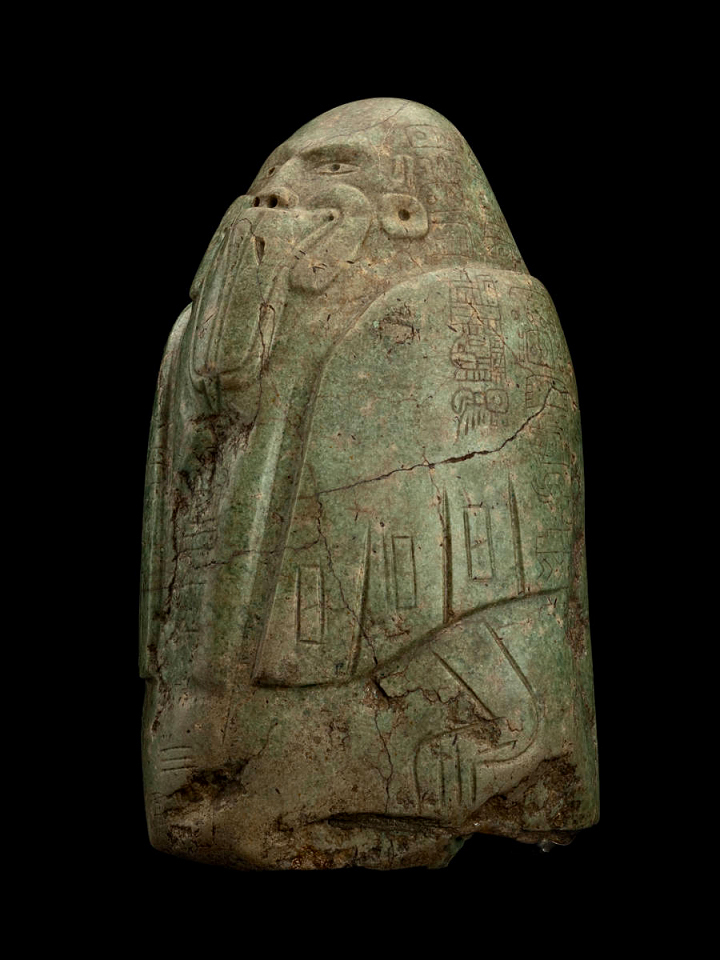
Тустла статуэтка
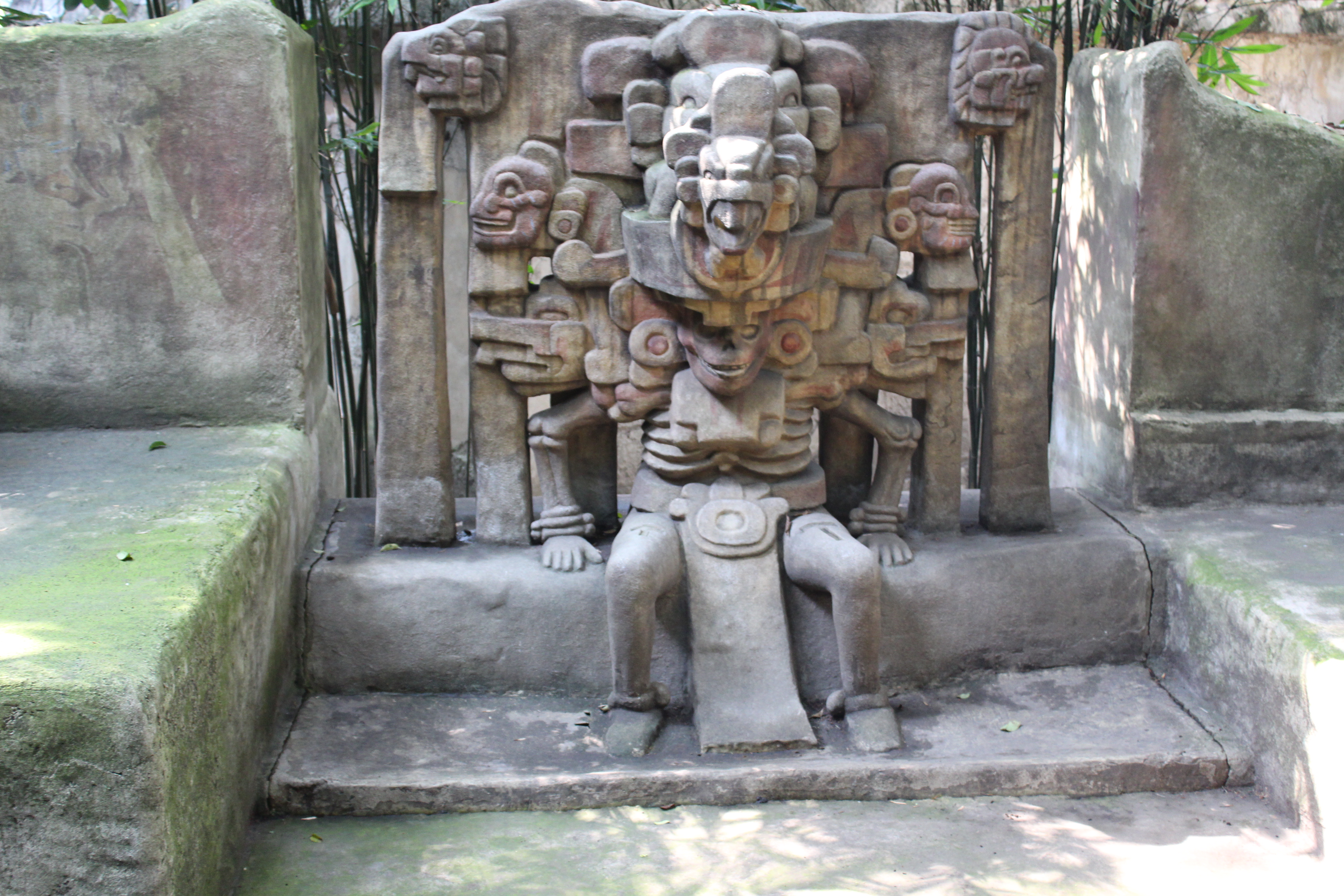
Репродукция скульптуры Миктлантекутли
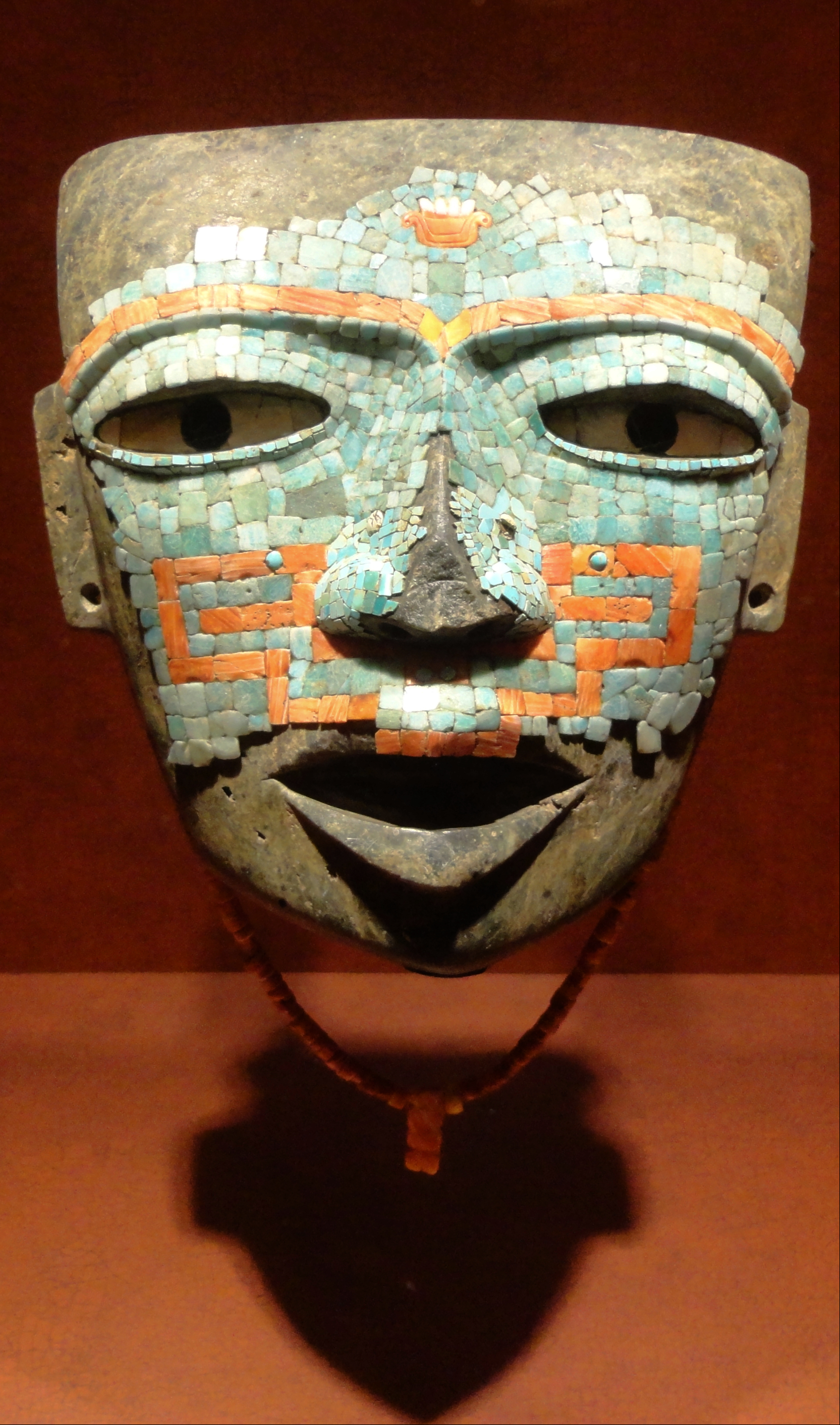
Маска Малиналтепек